# Risultati delle elezioni primarie del Partito Repubblicano del 2016 per stato
     Trump
     Kasich
     Cruz
     Carson
     Rubio
     pareggio

Vittorie per contea
Trump
Kasich
Cruz
Carson
Rubio
pareggio

In questa pagina sono elencati i risultati delle elezioni primarie del Partito Repubblicano del 2016 in dettaglio per ogni stato federato degli Stati Uniti d'America.
Il calendario ha visto le prime votazioni tenersi nel mese di febbraio in Iowa, New Hampshire, Nevada e Carolina del Sud; nel primo ha vinto di poco Ted Cruz, mentre negli altri ha trionfato il controverso candidato Donald Trump. Il cosiddetto Super Tuesday si è poi tenuto il 1º marzo 2016, data in cui Trump ha vinto nella maggior parte degli Stati conquistando quindi una netta maggioranza dei delegati in palio. Trump ha quindi ottenuto vittorie schiaccianti nei mesi successivi e in particolare nel nord-est e in Indiana, costringendo il principale rivale Cruz al ritiro il 3 maggio 2016.
Il sistema di voto prevede che i delegati che poi nomineranno formalmente il candidato Presidente del partito per le elezioni di novembre durante la convention estiva sono stati assegnati con metodi proporzionali fino alle prime due settimane di marzo, mentre in diversi Stati in cui si è votato a partire dal 15 marzo è stato possibile adottare metodi maggioritari in cui chi ha ottenuto più voti si è aggiudicato tutti i delegati statali. Le ultime votazioni si sono tenute il 7 giugno 2016 in California, Montana, New Jersey, Nuovo Messico e Dakota del Sud.

## Prime elezioni di febbraio

### Caucus dell'Iowa
Cruz
     Rubio
     Trump
     pareggio
| Caucus repubblicani dell'Iowa, 1º febbraio 2016 | Caucus repubblicani dell'Iowa, 1º febbraio 2016 | Caucus repubblicani dell'Iowa, 1º febbraio 2016 | Caucus repubblicani dell'Iowa, 1º febbraio 2016 | Caucus repubblicani dell'Iowa, 1º febbraio 2016 | Caucus repubblicani dell'Iowa, 1º febbraio 2016 |
| Candidato                                       | Preferenze                                      | Preferenze                                      | Delegati nazionali                              | Delegati nazionali                              | Delegati nazionali                              |
| Candidato                                       | voti                                            | percentuale                                     | vincolati                                       | non vincolati                                   | totali                                          |
| ----------------------------------------------- | ----------------------------------------------- | ----------------------------------------------- | ----------------------------------------------- | ----------------------------------------------- | ----------------------------------------------- |
| Ted Cruz                                        | 51 666                                          | 27,64%                                          | 8                                               | 0                                               | 8                                               |
| Donald Trump                                    | 45 429                                          | 24,30%                                          | 7                                               | 0                                               | 7                                               |
| Marco Rubio                                     | 43 228                                          | 23,12%                                          | 7                                               | 0                                               | 7                                               |
| Ben Carson                                      | 17 394                                          | 9,30%                                           | 3                                               | 0                                               | 3                                               |
| Rand Paul                                       | 8 481                                           | 4,54%                                           | 1                                               | 0                                               | 1                                               |
| Jeb Bush                                        | 5 238                                           | 2,80%                                           | 1                                               | 0                                               | 1                                               |
| Carly Fiorina                                   | 3 485                                           | 1,86%                                           | 1                                               | 0                                               | 1                                               |
| John Kasich                                     | 3 474                                           | 1,86%                                           | 1                                               | 0                                               | 1                                               |
| Mike Huckabee                                   | 3 345                                           | 1,79%                                           | 1                                               | 0                                               | 1                                               |
| Chris Christie                                  | 3 284                                           | 1,76%                                           | 0                                               | 0                                               | 0                                               |
| Rick Santorum                                   | 1 779                                           | 0,95%                                           | 0                                               | 0                                               | 0                                               |
| Jim Gilmore                                     | 12                                              | 0,01%                                           | 0                                               | 0                                               | 0                                               |
| Altri                                           | 117                                             | 0,06%                                           | 0                                               | 0                                               | 0                                               |
| Non assegnati o svincolati                      | Non assegnati o svincolati                      | Non assegnati o svincolati                      | 0                                               | 0                                               | 0                                               |
| Totale                                          | 186 932                                         | 100,00%                                         | 30                                              | 0                                               | 30                                              |

### Primarie del New Hampshire
Trump
| Primarie repubblicane del New Hampshire, 9 febbraio 2016 | Primarie repubblicane del New Hampshire, 9 febbraio 2016 | Primarie repubblicane del New Hampshire, 9 febbraio 2016 | Primarie repubblicane del New Hampshire, 9 febbraio 2016 | Primarie repubblicane del New Hampshire, 9 febbraio 2016 | Primarie repubblicane del New Hampshire, 9 febbraio 2016 |
| Candidato                                                | Preferenze                                               | Preferenze                                               | Delegati nazionali                                       | Delegati nazionali                                       | Delegati nazionali                                       |
| Candidato                                                | voti                                                     | percentuale                                              | vincolati                                                | non vincolati                                            | totali                                                   |
| -------------------------------------------------------- | -------------------------------------------------------- | -------------------------------------------------------- | -------------------------------------------------------- | -------------------------------------------------------- | -------------------------------------------------------- |
| Donald Trump                                             | 100 735                                                  | 35,23%                                                   | 11                                                       | 0                                                        | 11                                                       |
| John Kasich                                              | 44 932                                                   | 15,72%                                                   | 4                                                        | 0                                                        | 4                                                        |
| Ted Cruz                                                 | 33 244                                                   | 11,63%                                                   | 3                                                        | 0                                                        | 3                                                        |
| Jeb Bush                                                 | 31 341                                                   | 10,96%                                                   | 3                                                        | 0                                                        | 3                                                        |
| Marco Rubio                                              | 30 071                                                   | 10,52%                                                   | 2                                                        | 0                                                        | 2                                                        |
| Chris Christie                                           | 21 089                                                   | 7,38%                                                    | 0                                                        | 0                                                        | 0                                                        |
| Carly Fiorina                                            | 11 774                                                   | 4,12%                                                    | 0                                                        | 0                                                        | 0                                                        |
| Ben Carson                                               | 6 527                                                    | 2,28%                                                    | 0                                                        | 0                                                        | 0                                                        |
| Candidati write-in                                       | 2 942                                                    | 0,73%                                                    | 0                                                        | 0                                                        | 0                                                        |
| Rand Paul                                                | 1 930                                                    | 0,68%                                                    | 0                                                        | 0                                                        | 0                                                        |
| Mike Huckabee                                            | 216                                                      | 0,08%                                                    | 0                                                        | 0                                                        | 0                                                        |
| Andy Martin                                              | 202                                                      | 0,07%                                                    | 0                                                        | 0                                                        | 0                                                        |
| Rick Santorum                                            | 160                                                      | 0,06%                                                    | 0                                                        | 0                                                        | 0                                                        |
| Jim Gilmore                                              | 134                                                      | 0,05%                                                    | 0                                                        | 0                                                        | 0                                                        |
| Richard Witz                                             | 104                                                      | 0,04%                                                    | 0                                                        | 0                                                        | 0                                                        |
| George Pataki                                            | 79                                                       | 0,03%                                                    | 0                                                        | 0                                                        | 0                                                        |
| Lindsey Graham                                           | 73                                                       | 0,03%                                                    | 0                                                        | 0                                                        | 0                                                        |
| Tim Cook                                                 | 55                                                       | 0,02%                                                    | 0                                                        | 0                                                        | 0                                                        |
| Bobby Jindal                                             | 53                                                       | 0,02%                                                    | 0                                                        | 0                                                        | 0                                                        |
| Brooks Cullison                                          | 56                                                       | 0,02%                                                    | 0                                                        | 0                                                        | 0                                                        |
| Frank Lynch                                              | 47                                                       | 0,02%                                                    | 0                                                        | 0                                                        | 0                                                        |
| Joe Robinson                                             | 44                                                       | 0,02%                                                    | 0                                                        | 0                                                        | 0                                                        |
| Stephen Comley                                           | 32                                                       | 0,01%                                                    | 0                                                        | 0                                                        | 0                                                        |
| Chomi Prag                                               | 16                                                       | 0,01%                                                    | 0                                                        | 0                                                        | 0                                                        |
| Daniel Dyas                                              | 15                                                       | 0,01%                                                    | 0                                                        | 0                                                        | 0                                                        |
| Stephen McCarthy                                         | 12                                                       | 0,00%                                                    | 0                                                        | 0                                                        | 0                                                        |
| Walter Iwachiw                                           | 9                                                        | 0,00%                                                    | 0                                                        | 0                                                        | 0                                                        |
| Kevin Huey                                               | 8                                                        | 0,00%                                                    | 0                                                        | 0                                                        | 0                                                        |
| Matt Drozd                                               | 6                                                        | 0,00%                                                    | 0                                                        | 0                                                        | 0                                                        |
| Robert Mann                                              | 5                                                        | 0,00%                                                    | 0                                                        | 0                                                        | 0                                                        |
| Peter Messina                                            | 5                                                        | 0,00%                                                    | 0                                                        | 0                                                        | 0                                                        |
| Non assegnati o svincolati                               | Non assegnati o svincolati                               | Non assegnati o svincolati                               | 0                                                        | 0                                                        | 0                                                        |
| Totale                                                   | 285 916                                                  | 100,00%                                                  | 23                                                       | 0                                                        | 23                                                       |

### Primarie della Carolina del Sud
Trump
     Rubio
| Primarie repubblicane della Carolina del Sud, 20 febbraio 2016 | Primarie repubblicane della Carolina del Sud, 20 febbraio 2016 | Primarie repubblicane della Carolina del Sud, 20 febbraio 2016 | Primarie repubblicane della Carolina del Sud, 20 febbraio 2016 | Primarie repubblicane della Carolina del Sud, 20 febbraio 2016 | Primarie repubblicane della Carolina del Sud, 20 febbraio 2016 |
| Candidato                                                      | Preferenze                                                     | Preferenze                                                     | Delegati nazionali                                             | Delegati nazionali                                             | Delegati nazionali                                             |
| Candidato                                                      | voti                                                           | percentuale                                                    | vincolati                                                      | non vincolati                                                  | totali                                                         |
| -------------------------------------------------------------- | -------------------------------------------------------------- | -------------------------------------------------------------- | -------------------------------------------------------------- | -------------------------------------------------------------- | -------------------------------------------------------------- |
| Donald Trump                                                   | 240 882                                                        | 32,51%                                                         | 50                                                             | 0                                                              | 50                                                             |
| Marco Rubio                                                    | 166 565                                                        | 22,48%                                                         | 0                                                              | 0                                                              | 0                                                              |
| Ted Cruz                                                       | 165 417                                                        | 22,33%                                                         | 0                                                              | 0                                                              | 0                                                              |
| Jeb Bush                                                       | 58 056                                                         | 7,84%                                                          | 0                                                              | 0                                                              | 0                                                              |
| John Kasich                                                    | 56 410                                                         | 7,61%                                                          | 0                                                              | 0                                                              | 0                                                              |
| Ben Carson                                                     | 53 3551                                                        | 7,23%                                                          | 0                                                              | 0                                                              | 0                                                              |
| Non assegnati o svincolati                                     | Non assegnati o svincolati                                     | Non assegnati o svincolati                                     | 0                                                              | 0                                                              | 0                                                              |
| Totale                                                         | 740 881                                                        | 100,00%                                                        | 50                                                             | 0                                                              | 50                                                             |

### Caucus del Nevada
Trump
     Cruz
Dopo essersi ritirato, Ben Carson a inizio maggio ha formalmente liberato dal vincolo di votare per lui alla convention nazionale i due delegati che aveva conquistato.
| Caucus repubblicani del Nevada, 23 febbraio 2016 | Caucus repubblicani del Nevada, 23 febbraio 2016 | Caucus repubblicani del Nevada, 23 febbraio 2016 | Caucus repubblicani del Nevada, 23 febbraio 2016 | Caucus repubblicani del Nevada, 23 febbraio 2016 | Caucus repubblicani del Nevada, 23 febbraio 2016 |
| Candidato                                        | Preferenze                                       | Preferenze                                       | Delegati nazionali                               | Delegati nazionali                               | Delegati nazionali                               |
| Candidato                                        | voti                                             | percentuale                                      | vincolati                                        | non vincolati                                    | totali                                           |
| ------------------------------------------------ | ------------------------------------------------ | ------------------------------------------------ | ------------------------------------------------ | ------------------------------------------------ | ------------------------------------------------ |
| Donald Trump                                     | 34 531                                           | 45,91%                                           | 14                                               | 0                                                | 14                                               |
| Marco Rubio                                      | 17 940                                           | 23,85%                                           | 7                                                | 0                                                | 7                                                |
| Ted Cruz                                         | 16 079                                           | 21,38%                                           | 6                                                | 0                                                | 6                                                |
| Ben Carson                                       | 3 619                                            | 4,81%                                            | 2 0                                              | 0                                                | 0                                                |
| John Kasich                                      | 2 709                                            | 3,60%                                            | 1                                                | 0                                                | 1                                                |
| Rand Paul                                        | 170                                              | 0,23%                                            | 0                                                | 0                                                | 0                                                |
| Jeb Bush                                         | 64                                               | 0,09%                                            | 0                                                | 0                                                | 0                                                |
| Chris Christie                                   | 50                                               | 0,07%                                            | 0                                                | 0                                                | 0                                                |
| Carly Fiorina                                    | 22                                               | 0,03%                                            | 0                                                | 0                                                | 0                                                |
| Mike Huckabee                                    | 21                                               | 0,03%                                            | 0                                                | 0                                                | 0                                                |
| Rick Santorum                                    | 11                                               | 0,01%                                            | 0                                                | 0                                                | 0                                                |
| Non assegnati o svincolati                       | Non assegnati o svincolati                       | Non assegnati o svincolati                       | 0 2                                              | 0                                                | 2                                                |
| Totale                                           | 75 216                                           | 100,00%                                          | 30                                               | 0                                                | 30                                               |

## Elezioni del Super Tuesday
Il 1º marzo si è votato in quattordici stati.

### Primarie dellAlabama
Trump
| Primarie repubblicane dell'Alabama, 1º marzo 2016 | Primarie repubblicane dell'Alabama, 1º marzo 2016 | Primarie repubblicane dell'Alabama, 1º marzo 2016 | Primarie repubblicane dell'Alabama, 1º marzo 2016 | Primarie repubblicane dell'Alabama, 1º marzo 2016 | Primarie repubblicane dell'Alabama, 1º marzo 2016 |
| Candidato                                         | Preferenze                                        | Preferenze                                        | Delegati nazionali                                | Delegati nazionali                                | Delegati nazionali                                |
| Candidato                                         | voti                                              | percentuale                                       | vincolati                                         | non vincolati                                     | totali                                            |
| ------------------------------------------------- | ------------------------------------------------- | ------------------------------------------------- | ------------------------------------------------- | ------------------------------------------------- | ------------------------------------------------- |
| Donald Trump                                      | 373 721                                           | 43,42%                                            | 36                                                | 0                                                 | 36                                                |
| Ted Cruz                                          | 181 479                                           | 21,09%                                            | 13                                                | 0                                                 | 13                                                |
| Marco Rubio                                       | 160 606                                           | 18,66%                                            | 1                                                 | 0                                                 | 1                                                 |
| Ben Carson                                        | 88 094                                            | 10,24%                                            | 0                                                 | 0                                                 | 0                                                 |
| John Kasich                                       | 38 119                                            | 4,43%                                             | 0                                                 | 0                                                 | 0                                                 |
| Non affiliati                                     | 7 953                                             | 0,92%                                             | 0                                                 | 0                                                 | 0                                                 |
| Jeb Bush                                          | 3 974                                             | 0,46%                                             | 0                                                 | 0                                                 | 0                                                 |
| Mike Huckabee                                     | 2 539                                             | 0,30%                                             | 0                                                 | 0                                                 | 0                                                 |
| Rand Paul                                         | 1 895                                             | 0,22%                                             | 0                                                 | 0                                                 | 0                                                 |
| Chris Christie                                    | 858                                               | 0,10%                                             | 0                                                 | 0                                                 | 0                                                 |
| Rick Santorum                                     | 617                                               | 0,07%                                             | 0                                                 | 0                                                 | 0                                                 |
| Carly Fiorina                                     | 544                                               | 0,06%                                             | 0                                                 | 0                                                 | 0                                                 |
| Lindsey Graham                                    | 253                                               | 0,03%                                             | 0                                                 | 0                                                 | 0                                                 |
| Non assegnati o svincolati                        | Non assegnati o svincolati                        | Non assegnati o svincolati                        | 0                                                 | 0                                                 | 0                                                 |
| Totale                                            | 860 652                                           | 100,00%                                           | 50                                                | 0                                                 | 50                                                |

### Caucus dell'Alaska
Il 17 marzo 2015, dopo il ritiro di Marco Rubio, i suoi cinque delegati erano stati ridistribuiti tra i primi due classificati (tre in più a Trump e due in più a Cruz). Rubio si è poi avvalso tuttavia del diritto di mantenere comunque i delegati vinti alla convention nazionale; il 28 marzo il Partito Repubblicano dell'Alaska ha quindi confermato i risultati originali.
     Cruz
     Carson
     Trump
| Caucus repubblicani dell'Alaska, 1º marzo 2016 | Caucus repubblicani dell'Alaska, 1º marzo 2016 | Caucus repubblicani dell'Alaska, 1º marzo 2016 | Caucus repubblicani dell'Alaska, 1º marzo 2016 | Caucus repubblicani dell'Alaska, 1º marzo 2016 | Caucus repubblicani dell'Alaska, 1º marzo 2016 |
| Candidato                                      | Preferenze                                     | Preferenze                                     | Delegati nazionali                             | Delegati nazionali                             | Delegati nazionali                             |
| Candidato                                      | voti                                           | percentuale                                    | vincolati                                      | non vincolati                                  | totali                                         |
| ---------------------------------------------- | ---------------------------------------------- | ---------------------------------------------- | ---------------------------------------------- | ---------------------------------------------- | ---------------------------------------------- |
| Ted Cruz                                       | 7 973                                          | 36,36%                                         | 12                                             | 0                                              | 12                                             |
| Donald Trump                                   | 7 346                                          | 33,50%                                         | 11                                             | 0                                              | 11                                             |
| Marco Rubio                                    | 3 318                                          | 15,13%                                         | 5                                              | 0                                              | 0                                              |
| Ben Carson                                     | 2 401                                          | 10,95%                                         | 0                                              | 0                                              | 0                                              |
| John Kasich                                    | 892                                            | 4,07%                                          | 0                                              | 0                                              | 0                                              |
| Non assegnati o svincolati                     | Non assegnati o svincolati                     | Non assegnati o svincolati                     | 0                                              | 0                                              | 0                                              |
| Totale                                         | 21 930                                         | 100,00%                                        | 28                                             | 0                                              | 28                                             |

### Primarie dell'Arkansas
Trump
     Rubio
     Cruz
| Primarie repubblicane dell'Arkansas, 1º marzo 2016 | Primarie repubblicane dell'Arkansas, 1º marzo 2016 | Primarie repubblicane dell'Arkansas, 1º marzo 2016 | Primarie repubblicane dell'Arkansas, 1º marzo 2016 | Primarie repubblicane dell'Arkansas, 1º marzo 2016 | Primarie repubblicane dell'Arkansas, 1º marzo 2016 |
| Candidato                                          | Preferenze                                         | Preferenze                                         | Delegati nazionali                                 | Delegati nazionali                                 | Delegati nazionali                                 |
| Candidato                                          | voti                                               | percentuale                                        | vincolati                                          | non vincolati                                      | totali                                             |
| -------------------------------------------------- | -------------------------------------------------- | -------------------------------------------------- | -------------------------------------------------- | -------------------------------------------------- | -------------------------------------------------- |
| Donald Trump                                       | 134 744                                            | 32,79%                                             | 16                                                 | 0                                                  | 16                                                 |
| Ted Cruz                                           | 125 340                                            | 30,50%                                             | 15                                                 | 0                                                  | 15                                                 |
| Marco Rubio                                        | 101 910                                            | 24,80%                                             | 9                                                  | 0                                                  | 9                                                  |
| Ben Carson                                         | 23 521                                             | 5,72%                                              | 0                                                  | 0                                                  | 0                                                  |
| John Kasich                                        | 15 305                                             | 3,72%                                              | 0                                                  | 0                                                  | 0                                                  |
| Mike Huckabee                                      | 4 792                                              | 1,17%                                              | 0                                                  | 0                                                  | 0                                                  |
| Jeb Bush                                           | 2 402                                              | 0,58%                                              | 0                                                  | 0                                                  | 0                                                  |
| Rand Paul                                          | 1 151                                              | 0,28%                                              | 0                                                  | 0                                                  | 0                                                  |
| Chris Christie                                     | 631                                                | 0,15%                                              | 0                                                  | 0                                                  | 0                                                  |
| Carly Fiorina                                      | 411                                                | 0,10%                                              | 0                                                  | 0                                                  | 0                                                  |
| Rick Santorum                                      | 292                                                | 0,07%                                              | 0                                                  | 0                                                  | 0                                                  |
| Lindsey Graham                                     | 252                                                | 0,06%                                              | 0                                                  | 0                                                  | 0                                                  |
| Bobby Jindal                                       | 169                                                | 0,04%                                              | 0                                                  | 0                                                  | 0                                                  |
| Non assegnati o svincolati                         | Non assegnati o svincolati                         | Non assegnati o svincolati                         | 0                                                  | 0                                                  | 0                                                  |
| Totale                                             | 410 920                                            | 100,00%                                            | 40                                                 | 0                                                  | 40                                                 |

### Caucus del Colorado

Bandiera del Colorado

In Colorado gli elettori non hanno espresso preferenze per i candidati alla nomination presidenziale, ma hanno scelto solamente rappresentanti territoriali per le successive convention locali che non hanno avuto l'obbligo di dare indicazioni sul proprio sostegno a un candidato presidenziale. I 37 delegati nazionali del Colorado sono stati poi nominati durante le convention distrettuali, organizzate dal 2 all'8 aprile, e la convention statale del 9 aprile 2016, in cui non si è tenuto quindi conto di un voto popolare diretto come negli altri stati.
Nelle convention distrettuali del Colorado sono stati eletti anche quattro delegati formalmente non affiliati; che hanno tuttavia poi espresso il proprio sostegno a Ted Cruz.
| Convention repubblicane del Colorado, 2-8 aprile (distrettuali) e 9 aprile 2016 (statale) | Convention repubblicane del Colorado, 2-8 aprile (distrettuali) e 9 aprile 2016 (statale) | Convention repubblicane del Colorado, 2-8 aprile (distrettuali) e 9 aprile 2016 (statale) | Convention repubblicane del Colorado, 2-8 aprile (distrettuali) e 9 aprile 2016 (statale) | Convention repubblicane del Colorado, 2-8 aprile (distrettuali) e 9 aprile 2016 (statale) | Convention repubblicane del Colorado, 2-8 aprile (distrettuali) e 9 aprile 2016 (statale) |
| Candidato                                                                                 | Delegati nazionali                                                                        | Delegati nazionali                                                                        | Delegati nazionali                                                                        | Delegati nazionali                                                                        | Delegati nazionali                                                                        |
| Candidato                                                                                 | vincolati (conv. distr.)                                                                  | non affiliati (conv. distr.)                                                              | vincolati (conv. statale)                                                                 | non vincolati                                                                             | totali                                                                                    |
| ----------------------------------------------------------------------------------------- | ----------------------------------------------------------------------------------------- | ----------------------------------------------------------------------------------------- | ----------------------------------------------------------------------------------------- | ----------------------------------------------------------------------------------------- | ----------------------------------------------------------------------------------------- |
| Ted Cruz                                                                                  | 17                                                                                        | 3                                                                                         | 13                                                                                        | 0                                                                                         | 33                                                                                        |
| Donald Trump                                                                              | 0                                                                                         | 1                                                                                         | 0                                                                                         | 0                                                                                         | 1                                                                                         |
| John Kasich                                                                               | 0                                                                                         | 0                                                                                         | 0                                                                                         | 0                                                                                         | 0                                                                                         |
| Non assegnati o svincolati                                                                | 0                                                                                         | 0                                                                                         | 0                                                                                         | 3                                                                                         | 3                                                                                         |
| Totale                                                                                    | 17                                                                                        | 4                                                                                         | 13                                                                                        | 3                                                                                         | 37                                                                                        |

### Caucus del Dakota del Nord

Bandiera del Dakota del Nord

Anche in Dakota del Nord i 28 delegati nazionali sono stati nominati solo alla successiva convention statale, organizzata dall'1 al 3 aprile 2016, e in tal caso rimangono comunque tutti formalmente svincolati alla convention nazionale estiva. Tra di loro almeno quattordici si erano dichiarati sostenitori di Ted Cruz, uno di Trump. La maggior parte hanno poi iniziato a supportare Trump quando è rimasto l'unico concorrente in campo.

### Primarie della Georgia
Trump
     Rubio
| Primarie repubblicane della Georgia, 1º marzo 2016 | Primarie repubblicane della Georgia, 1º marzo 2016 | Primarie repubblicane della Georgia, 1º marzo 2016 | Primarie repubblicane della Georgia, 1º marzo 2016 | Primarie repubblicane della Georgia, 1º marzo 2016 | Primarie repubblicane della Georgia, 1º marzo 2016 |
| Candidato                                          | Preferenze                                         | Preferenze                                         | Delegati nazionali                                 | Delegati nazionali                                 | Delegati nazionali                                 |
| Candidato                                          | voti                                               | percentuale                                        | vincolati                                          | non vincolati                                      | totali                                             |
| -------------------------------------------------- | -------------------------------------------------- | -------------------------------------------------- | -------------------------------------------------- | -------------------------------------------------- | -------------------------------------------------- |
| Donald Trump                                       | 502 994                                            | 38,81%                                             | 43                                                 | 0                                                  | 43                                                 |
| Marco Rubio                                        | 316 836                                            | 24,45%                                             | 16                                                 | 0                                                  | 16                                                 |
| Ted Cruz                                           | 305 847                                            | 23,60%                                             | 17                                                 | 0                                                  | 17                                                 |
| Ben Carson                                         | 80 723                                             | 6,23%                                              | 0                                                  | 0                                                  | 0                                                  |
| John Kasich                                        | 72 508                                             | 5,59%                                              | 0                                                  | 0                                                  | 0                                                  |
| Jeb Bush                                           | 7 686                                              | 0,59%                                              | 0                                                  | 0                                                  | 0                                                  |
| Rand Paul                                          | 2 910                                              | 0,22%                                              | 0                                                  | 0                                                  | 0                                                  |
| Mike Huckabee                                      | 2 625                                              | 0,20%                                              | 0                                                  | 0                                                  | 0                                                  |
| Chris Christie                                     | 1 486                                              | 0,11%                                              | 0                                                  | 0                                                  | 0                                                  |
| Carly Fiorina                                      | 1 146                                              | 0,09%                                              | 0                                                  | 0                                                  | 0                                                  |
| Rick Santorum                                      | 539                                                | 0,04%                                              | 0                                                  | 0                                                  | 0                                                  |
| Lindsey Graham                                     | 428                                                | 0,03%                                              | 0                                                  | 0                                                  | 0                                                  |
| George Pataki                                      | 236                                                | 0,02%                                              | 0                                                  | 0                                                  | 0                                                  |
| Non assegnati o svincolati                         | Non assegnati o svincolati                         | Non assegnati o svincolati                         | 0                                                  | 0                                                  | 0                                                  |
| Totale                                             | 1 295 964                                          | 100,00%                                            | 76                                                 | 0                                                  | 76                                                 |

### Primarie del Massachusetts
Trump
| Primarie repubblicane del Massachusetts, 1º marzo 2016 | Primarie repubblicane del Massachusetts, 1º marzo 2016 | Primarie repubblicane del Massachusetts, 1º marzo 2016 | Primarie repubblicane del Massachusetts, 1º marzo 2016 | Primarie repubblicane del Massachusetts, 1º marzo 2016 | Primarie repubblicane del Massachusetts, 1º marzo 2016 |
| Candidato                                              | Preferenze                                             | Preferenze                                             | Delegati nazionali                                     | Delegati nazionali                                     | Delegati nazionali                                     |
| Candidato                                              | voti                                                   | percentuale                                            | vincolati                                              | non vincolati                                          | totali                                                 |
| ------------------------------------------------------ | ------------------------------------------------------ | ------------------------------------------------------ | ------------------------------------------------------ | ------------------------------------------------------ | ------------------------------------------------------ |
| Donald Trump                                           | 312 425                                                | 48,99%                                                 | 22                                                     | 0                                                      | 22                                                     |
| John Kasich                                            | 114 434                                                | 17,94%                                                 | 8                                                      | 0                                                      | 8                                                      |
| Marco Rubio                                            | 113 170                                                | 17,75%                                                 | 8                                                      | 0                                                      | 8                                                      |
| Ted Cruz                                               | 60 592                                                 | 9,50%                                                  | 4                                                      | 0                                                      | 4                                                      |
| Ben Carson                                             | 16 360                                                 | 2,57%                                                  | 0                                                      | 0                                                      | 0                                                      |
| Jeb Bush                                               | 6 559                                                  | 1,03%                                                  | 0                                                      | 0                                                      | 0                                                      |
| Nessuna preferenza                                     | 3 220                                                  | 0,50%                                                  | 0                                                      | 0                                                      | 0                                                      |
| Chris Christie                                         | 1 906                                                  | 0,30%                                                  | 0                                                      | 0                                                      | 0                                                      |
| Rand Paul                                              | 1 864                                                  | 0,29%                                                  | 0                                                      | 0                                                      | 0                                                      |
| Carly Fiorina                                          | 1 153                                                  | 0,18%                                                  | 0                                                      | 0                                                      | 0                                                      |
| Jim Gilmore                                            | 753                                                    | 0,12%                                                  | 0                                                      | 0                                                      | 0                                                      |
| Mike Huckabee                                          | 709                                                    | 0,11%                                                  | 0                                                      | 0                                                      | 0                                                      |
| George Pataki                                          | 500                                                    | 0,08%                                                  | 0                                                      | 0                                                      | 0                                                      |
| Rick Santorum                                          | 293                                                    | 0,06%                                                  | 0                                                      | 0                                                      | 0                                                      |
| Altri                                                  | 2 325                                                  | 0,36%                                                  | 0                                                      | 0                                                      | 0                                                      |
| Schede bianche                                         | 1 440                                                  | 0,23%                                                  | 0                                                      | 0                                                      | 0                                                      |
| Non assegnati o svincolati                             | Non assegnati o svincolati                             | Non assegnati o svincolati                             | 0                                                      | 0                                                      | 0                                                      |
| Totale                                                 | 637 703                                                | 100,00%                                                | 42                                                     | 0                                                      | 42                                                     |

### Caucus del Minnesota
Rubio
     Trump
     Cruz
     pareggio
| Caucus repubblicani del Minnesota, 1º marzo 2016 | Caucus repubblicani del Minnesota, 1º marzo 2016 | Caucus repubblicani del Minnesota, 1º marzo 2016 | Caucus repubblicani del Minnesota, 1º marzo 2016 | Caucus repubblicani del Minnesota, 1º marzo 2016 | Caucus repubblicani del Minnesota, 1º marzo 2016 |
| Candidato                                        | Preferenze                                       | Preferenze                                       | Delegati nazionali                               | Delegati nazionali                               | Delegati nazionali                               |
| Candidato                                        | voti                                             | percentuale                                      | vincolati                                        | non vincolati                                    | totali                                           |
| ------------------------------------------------ | ------------------------------------------------ | ------------------------------------------------ | ------------------------------------------------ | ------------------------------------------------ | ------------------------------------------------ |
| Marco Rubio                                      | 41 395                                           | 36,24%                                           | 17                                               | 0                                                | 17                                               |
| Ted Cruz                                         | 33 174                                           | 29,04%                                           | 13                                               | 0                                                | 13                                               |
| Donald Trump                                     | 24 469                                           | 21,42%                                           | 8                                                | 0                                                | 8                                                |
| Ben Carson                                       | 8 422                                            | 7,37%                                            | 0                                                | 0                                                | 0                                                |
| John Kasich                                      | 6 563                                            | 5,75%                                            | 0                                                | 0                                                | 0                                                |
| Candidati write-in                               | 207                                              | 0,18%                                            | 0                                                | 0                                                | 0                                                |
| Non assegnati o svincolati                       | Non assegnati o svincolati                       | Non assegnati o svincolati                       | 0                                                | 0                                                | 0                                                |
| Totale                                           | 114 230                                          | 100,00%                                          | 38                                               | 0                                                | 38                                               |

### Primarie dell'Oklahoma
Cruz
     Rubio
     Trump
| Primarie repubblicane dell'Oklahoma, 1º marzo 2016 | Primarie repubblicane dell'Oklahoma, 1º marzo 2016 | Primarie repubblicane dell'Oklahoma, 1º marzo 2016 | Primarie repubblicane dell'Oklahoma, 1º marzo 2016 | Primarie repubblicane dell'Oklahoma, 1º marzo 2016 | Primarie repubblicane dell'Oklahoma, 1º marzo 2016 |
| Candidato                                          | Preferenze                                         | Preferenze                                         | Delegati nazionali                                 | Delegati nazionali                                 | Delegati nazionali                                 |
| Candidato                                          | voti                                               | percentuale                                        | vincolati                                          | non vincolati                                      | totali                                             |
| -------------------------------------------------- | -------------------------------------------------- | -------------------------------------------------- | -------------------------------------------------- | -------------------------------------------------- | -------------------------------------------------- |
| Ted Cruz                                           | 158 078                                            | 34,37%                                             | 15                                                 | 0                                                  | 15                                                 |
| Donald Trump                                       | 130 267                                            | 28,32%                                             | 13                                                 | 1                                                  | 14                                                 |
| Marco Rubio                                        | 119 633                                            | 26,01%                                             | 12                                                 | 0                                                  | 12                                                 |
| Ben Carson                                         | 28 601                                             | 6,22%                                              | 0                                                  | 0                                                  | 0                                                  |
| John Kasich                                        | 16 524                                             | 3,59%                                              | 0                                                  | 0                                                  | 0                                                  |
| Jeb Bush                                           | 2 091                                              | 0,45%                                              | 0                                                  | 0                                                  | 0                                                  |
| Rand Paul                                          | 1 666                                              | 0,36%                                              | 0                                                  | 0                                                  | 0                                                  |
| Mike Huckabee                                      | 1 308                                              | 0,28%                                              | 0                                                  | 0                                                  | 0                                                  |
| Carly Fiorina                                      | 610                                                | 0,13%                                              | 0                                                  | 0                                                  | 0                                                  |
| Chris Christie                                     | 545                                                | 0,12%                                              | 0                                                  | 0                                                  | 0                                                  |
| Rick Santorum                                      | 375                                                | 0,08%                                              | 0                                                  | 0                                                  | 0                                                  |
| Lindsey Graham                                     | 224                                                | 0,05%                                              | 0                                                  | 0                                                  | 0                                                  |
| Non assegnati o svincolati                         | Non assegnati o svincolati                         | Non assegnati o svincolati                         | 2                                                  | 0                                                  | 2                                                  |
| Totale                                             | 459 922                                            | 100,00%                                            | 43                                                 | 0                                                  | 43                                                 |

### Primarie del Tennessee
Trump
     Rubio
| Primarie repubblicane del Tennessee, 1º marzo 2016 | Primarie repubblicane del Tennessee, 1º marzo 2016 | Primarie repubblicane del Tennessee, 1º marzo 2016 | Primarie repubblicane del Tennessee, 1º marzo 2016 | Primarie repubblicane del Tennessee, 1º marzo 2016 | Primarie repubblicane del Tennessee, 1º marzo 2016 |
| Candidato                                          | Preferenze                                         | Preferenze                                         | Delegati nazionali                                 | Delegati nazionali                                 | Delegati nazionali                                 |
| Candidato                                          | voti                                               | percentuale                                        | vincolati                                          | non vincolati                                      | totali                                             |
| -------------------------------------------------- | -------------------------------------------------- | -------------------------------------------------- | -------------------------------------------------- | -------------------------------------------------- | -------------------------------------------------- |
| Donald Trump                                       | 332 823                                            | 38,94%                                             | 33                                                 | 0                                                  | 33                                                 |
| Ted Cruz                                           | 211 234                                            | 24,71%                                             | 16                                                 | 0                                                  | 16                                                 |
| Marco Rubio                                        | 181 059                                            | 21,18%                                             | 9                                                  | 0                                                  | 9                                                  |
| Ben Carson                                         | 64 855                                             | 7,59%                                              | 0                                                  | 0                                                  | 0                                                  |
| John Kasich                                        | 45 258                                             | 5,29%                                              | 0                                                  | 0                                                  | 0                                                  |
| Jeb Bush                                           | 9 548                                              | 1,12%                                              | 0                                                  | 0                                                  | 0                                                  |
| Mike Huckabee                                      | 2 418                                              | 0,28%                                              | 0                                                  | 0                                                  | 0                                                  |
| Rand Paul                                          | 2 349                                              | 0,27%                                              | 0                                                  | 0                                                  | 0                                                  |
| Non affiliati                                      | 1 849                                              | 0,22%                                              | 0                                                  | 0                                                  | 0                                                  |
| Chris Christie                                     | 1 254                                              | 0,15%                                              | 0                                                  | 0                                                  | 0                                                  |
| Carly Fiorina                                      | 717                                                | 0,08%                                              | 0                                                  | 0                                                  | 0                                                  |
| Rick Santorum                                      | 713                                                | 0,08%                                              | 0                                                  | 0                                                  | 0                                                  |
| Jim Gilmore                                        | 269                                                | 0,03%                                              | 0                                                  | 0                                                  | 0                                                  |
| Lindsey Graham                                     | 257                                                | 0,03%                                              | 0                                                  | 0                                                  | 0                                                  |
| George Pataki                                      | 189                                                | 0,02%                                              | 0                                                  | 0                                                  | 0                                                  |
| Non assegnati o svincolati                         | Non assegnati o svincolati                         | Non assegnati o svincolati                         | 0                                                  | 0                                                  | 0                                                  |
| Totale                                             | 854 792                                            | 100,00%                                            | 58                                                 | 0                                                  | 58                                                 |

### Primarie del Texas
Cruz
     Trump
| Primarie repubblicane del Texas, 1º marzo 2016 | Primarie repubblicane del Texas, 1º marzo 2016 | Primarie repubblicane del Texas, 1º marzo 2016 | Primarie repubblicane del Texas, 1º marzo 2016 | Primarie repubblicane del Texas, 1º marzo 2016 | Primarie repubblicane del Texas, 1º marzo 2016 |
| Candidato                                      | Preferenze                                     | Preferenze                                     | Delegati nazionali                             | Delegati nazionali                             | Delegati nazionali                             |
| Candidato                                      | voti                                           | percentuale                                    | vincolati                                      | non vincolati                                  | totali                                         |
| ---------------------------------------------- | ---------------------------------------------- | ---------------------------------------------- | ---------------------------------------------- | ---------------------------------------------- | ---------------------------------------------- |
| Ted Cruz                                       | 1 241 218                                      | 43,76%                                         | 104                                            | 0                                              | 104                                            |
| Donald Trump                                   | 758 262                                        | 26,75%                                         | 48                                             | 0                                              | 48                                             |
| Marco Rubio                                    | 503 055                                        | 17,74%                                         | 3                                              | 0                                              | 3                                              |
| John Kasich                                    | 120 473                                        | 4,25%                                          | 0                                              | 0                                              | 0                                              |
| Ben Carson                                     | 117 969                                        | 4,16%                                          | 0                                              | 0                                              | 0                                              |
| Jeb Bush                                       | 35 420                                         | 1,25%                                          | 0                                              | 0                                              | 0                                              |
| Non affiliati                                  | 29 609                                         | 1,04%                                          | 0                                              | 0                                              | 0                                              |
| Rand Paul                                      | 8 000                                          | 0,28%                                          | 0                                              | 0                                              | 0                                              |
| Mike Huckabee                                  | 6 226                                          | 0,22%                                          | 0                                              | 0                                              | 0                                              |
| Elizabeth Gray                                 | 5 449                                          | 0,19%                                          | 0                                              | 0                                              | 0                                              |
| Chris Christie                                 | 3 448                                          | 0,12%                                          | 0                                              | 0                                              | 0                                              |
| Carly Fiorina                                  | 3 247                                          | 0,11%                                          | 0                                              | 0                                              | 0                                              |
| Rick Santorum                                  | 2 004                                          | 0,07%                                          | 0                                              | 0                                              | 0                                              |
| Lindsey Graham                                 | 1 706                                          | 0,06%                                          | 0                                              | 0                                              | 0                                              |
| Non assegnati o svincolati                     | Non assegnati o svincolati                     | Non assegnati o svincolati                     | 0                                              | 0                                              | 0                                              |
| Totale                                         | 2 836 488                                      | 100,00%                                        | 155                                            | 0                                              | 155                                            |

### Primarie del Vermont
Trump
     Kasich
| Primarie repubblicane del Vermont, 1º marzo 2016 | Primarie repubblicane del Vermont, 1º marzo 2016 | Primarie repubblicane del Vermont, 1º marzo 2016 | Primarie repubblicane del Vermont, 1º marzo 2016 | Primarie repubblicane del Vermont, 1º marzo 2016 | Primarie repubblicane del Vermont, 1º marzo 2016 |
| Candidato                                        | Preferenze                                       | Preferenze                                       | Delegati nazionali                               | Delegati nazionali                               | Delegati nazionali                               |
| Candidato                                        | voti                                             | percentuale                                      | vincolati                                        | non vincolati                                    | totali                                           |
| ------------------------------------------------ | ------------------------------------------------ | ------------------------------------------------ | ------------------------------------------------ | ------------------------------------------------ | ------------------------------------------------ |
| Donald Trump                                     | 19 974                                           | 32,34%                                           | 8                                                | 0                                                | 8                                                |
| John Kasich                                      | 18 534                                           | 30,01%                                           | 8                                                | 0                                                | 8                                                |
| Marco Rubio                                      | 11 781                                           | 19,08%                                           | 0                                                | 0                                                | 0                                                |
| Ted Cruz                                         | 5 932                                            | 9,61%                                            | 0                                                | 0                                                | 0                                                |
| Ben Carson                                       | 2 551                                            | 4,13%                                            | 0                                                | 0                                                | 0                                                |
| Jeb Bush                                         | 1 106                                            | 1,79%                                            | 0                                                | 0                                                | 0                                                |
| Rand Paul                                        | 423                                              | 0,68%                                            | 0                                                | 0                                                | 0                                                |
| Candidati write-in                               | 390                                              | 0,63%                                            | 0                                                | 0                                                | 0                                                |
| Chris Christie                                   | 361                                              | 0,58%                                            | 0                                                | 0                                                | 0                                                |
| Carly Fiorina                                    | 212                                              | 0,34%                                            | 0                                                | 0                                                | 0                                                |
| Rick Santorum                                    | 164                                              | 0,27%                                            | 0                                                | 0                                                | 0                                                |
| Schede bianche                                   | 191                                              | 0,31%                                            | 0                                                | 0                                                | 0                                                |
| Schede nulle                                     | 137                                              | 0,22%                                            | 0                                                | 0                                                | 0                                                |
| Non assegnati o svincolati                       | Non assegnati o svincolati                       | Non assegnati o svincolati                       | 0                                                | 0                                                | 0                                                |
| Totale                                           | 61 756                                           | 100,00%                                          | 16                                               | 0                                                | 16                                               |

### Primarie della Virginia
Trump
     Rubio
| Primarie repubblicane della Virginia, 1º marzo 2016 | Primarie repubblicane della Virginia, 1º marzo 2016 | Primarie repubblicane della Virginia, 1º marzo 2016 | Primarie repubblicane della Virginia, 1º marzo 2016 | Primarie repubblicane della Virginia, 1º marzo 2016 | Primarie repubblicane della Virginia, 1º marzo 2016 |
| Candidato                                           | Preferenze                                          | Preferenze                                          | Delegati nazionali                                  | Delegati nazionali                                  | Delegati nazionali                                  |
| Candidato                                           | voti                                                | percentuale                                         | vincolati                                           | non vincolati                                       | totali                                              |
| --------------------------------------------------- | --------------------------------------------------- | --------------------------------------------------- | --------------------------------------------------- | --------------------------------------------------- | --------------------------------------------------- |
| Donald Trump                                        | 356 840                                             | 34,80%                                              | 17                                                  | 0                                                   | 17                                                  |
| Marco Rubio                                         | 327 918                                             | 31,98%                                              | 16                                                  | 0                                                   | 16                                                  |
| Ted Cruz                                            | 171 150                                             | 16,69%                                              | 8                                                   | 0                                                   | 8                                                   |
| John Kasich                                         | 97 784                                              | 9,54%                                               | 5                                                   | 0                                                   | 5                                                   |
| Ben Carson                                          | 60 228                                              | 5,87%                                               | 3                                                   | 0                                                   | 3                                                   |
| Jeb Bush                                            | 3 645                                               | 0,36%                                               | 0                                                   | 0                                                   | 0                                                   |
| Rand Paul                                           | 2 917                                               | 0,28%                                               | 0                                                   | 0                                                   | 0                                                   |
| Mike Huckabee                                       | 1 458                                               | 0,14%                                               | 0                                                   | 0                                                   | 0                                                   |
| Chris Christie                                      | 1 102                                               | 0,11%                                               | 0                                                   | 0                                                   | 0                                                   |
| Carly Fiorina                                       | 914                                                 | 0,09%                                               | 0                                                   | 0                                                   | 0                                                   |
| Jim Gilmore                                         | 653                                                 | 0,06%                                               | 0                                                   | 0                                                   | 0                                                   |
| Rick Santorum                                       | 399                                                 | 0,04%                                               | 0                                                   | 0                                                   | 0                                                   |
| Lindsey Graham                                      | 444                                                 | 0,04%                                               | 0                                                   | 0                                                   | 0                                                   |
| Non assegnati o svincolati                          | Non assegnati o svincolati                          | Non assegnati o svincolati                          | 0                                                   | 0                                                   | 0                                                   |
| Totale                                              | 1 025 452                                           | 100,00%                                             | 49                                                  | 0                                                   | 49                                                  |

### Caucus del Wyoming
Cruz
     Rubio
     Trump
     non affil.
Anche in Wyoming nei caucus sono stati selezionati rappresentanti per le convention locali che non hanno avuto l'obbligo di esprimere il proprio sostegno a un candidato presidenziale; i 29 delegati nazionali sono stati poi distribuiti alle convention di contea del 12 marzo e alla successiva convention statale, organizzata dal 14 al 16 aprile 2016.
| Convention repubblicane del Wyoming, 12 marzo (di contea) e 14-16 aprile 2016 (statale) | Convention repubblicane del Wyoming, 12 marzo (di contea) e 14-16 aprile 2016 (statale) | Convention repubblicane del Wyoming, 12 marzo (di contea) e 14-16 aprile 2016 (statale) | Convention repubblicane del Wyoming, 12 marzo (di contea) e 14-16 aprile 2016 (statale) | Convention repubblicane del Wyoming, 12 marzo (di contea) e 14-16 aprile 2016 (statale) | Convention repubblicane del Wyoming, 12 marzo (di contea) e 14-16 aprile 2016 (statale) | Convention repubblicane del Wyoming, 12 marzo (di contea) e 14-16 aprile 2016 (statale) |
| Candidato                                                                               | Preferenze (convention di contea)                                                       | Preferenze (convention di contea)                                                       | Delegati nazionali                                                                      | Delegati nazionali                                                                      | Delegati nazionali                                                                      | Delegati nazionali                                                                      |
| Candidato                                                                               | voti                                                                                    | percentuale                                                                             | vincolati (conv. contea)                                                                | vincolati (conv. statale)                                                               | non vincolati                                                                           | totali                                                                                  |
| --------------------------------------------------------------------------------------- | --------------------------------------------------------------------------------------- | --------------------------------------------------------------------------------------- | --------------------------------------------------------------------------------------- | --------------------------------------------------------------------------------------- | --------------------------------------------------------------------------------------- | --------------------------------------------------------------------------------------- |
| Ted Cruz                                                                                | 644                                                                                     | 66,32%                                                                                  | 9                                                                                       | 14                                                                                      | 1                                                                                       | 24                                                                                      |
| Marco Rubio                                                                             | 189                                                                                     | 19,46%                                                                                  | 1                                                                                       | 0                                                                                       | 0                                                                                       | 1                                                                                       |
| Donald Trump                                                                            | 70                                                                                      | 7,21%                                                                                   | 1                                                                                       | 0                                                                                       | 0                                                                                       | 1                                                                                       |
| John Kasich                                                                             | 0                                                                                       | 0,00%                                                                                   | 0                                                                                       | 0                                                                                       | 0                                                                                       | 0                                                                                       |
| Non affiliati                                                                           | 68                                                                                      | 7,00%                                                                                   | 1                                                                                       | 0                                                                                       | 0                                                                                       | 1                                                                                       |
| Non assegnati o svincolati                                                              | Non assegnati o svincolati                                                              | Non assegnati o svincolati                                                              | 0                                                                                       | 0                                                                                       | 2                                                                                       | 2                                                                                       |
| Totale                                                                                  | 971                                                                                     | 100,00%                                                                                 | 12                                                                                      | 14                                                                                      | 3                                                                                       | 29                                                                                      |

## Altre elezioni nella prima metà di marzo
Nel corso del mese di marzo si vota anche in altri sedici stati e cinque territori organizzati. Dodici elezioni si tengono nelle prime due settimane del mese, mentre altre nove a partire dal 15 marzo, data considerata chiave per i candidati in quanto si inizia a votare anche in stati che attribuiscono i delegati in palio con la formula maggioritaria del winner-takes-all, aggiudicandoli tutti a chi ottiene più preferenze.

### Caucus del Kansas
Cruz
| Caucus repubblicani del Kansas, 5 marzo 2016 | Caucus repubblicani del Kansas, 5 marzo 2016 | Caucus repubblicani del Kansas, 5 marzo 2016 | Caucus repubblicani del Kansas, 5 marzo 2016 | Caucus repubblicani del Kansas, 5 marzo 2016 | Caucus repubblicani del Kansas, 5 marzo 2016 |
| Candidato                                    | Preferenze                                   | Preferenze                                   | Delegati nazionali                           | Delegati nazionali                           | Delegati nazionali                           |
| Candidato                                    | voti                                         | percentuale                                  | vincolati                                    | non vincolati                                | totali                                       |
| -------------------------------------------- | -------------------------------------------- | -------------------------------------------- | -------------------------------------------- | -------------------------------------------- | -------------------------------------------- |
| Ted Cruz                                     | 35 207                                       | 48,15%                                       | 24                                           | 0                                            | 24                                           |
| Donald Trump                                 | 17 062                                       | 23,34%                                       | 9                                            | 0                                            | 9                                            |
| Marco Rubio                                  | 12 189                                       | 16,67%                                       | 6                                            | 0                                            | 6                                            |
| John Kasich                                  | 7 795                                        | 10,66%                                       | 1                                            | 0                                            | 1                                            |
| Ben Carson                                   | 511                                          | 0,70%                                        | 0                                            | 0                                            | 0                                            |
| Non affiliati                                | 242                                          | 0,33%                                        | 0                                            | 0                                            | 0                                            |
| Jeb Bush                                     | 78                                           | 0,11%                                        | 0                                            | 0                                            | 0                                            |
| Carly Fiorina                                | 32                                           | 0,04%                                        | 0                                            | 0                                            | 0                                            |
| Non assegnati o svincolati                   | Non assegnati o svincolati                   | Non assegnati o svincolati                   | 0                                            | 0                                            | 0                                            |
| Totale                                       | 73 116                                       | 100,00%                                      | 40                                           | 0                                            | 40                                           |

### Caucus del Kentucky
Trump
     Cruz
| Caucus repubblicani del Kentucky, 5 marzo 2016 | Caucus repubblicani del Kentucky, 5 marzo 2016 | Caucus repubblicani del Kentucky, 5 marzo 2016 | Caucus repubblicani del Kentucky, 5 marzo 2016 | Caucus repubblicani del Kentucky, 5 marzo 2016 | Caucus repubblicani del Kentucky, 5 marzo 2016 |
| Candidato                                      | Preferenze                                     | Preferenze                                     | Delegati nazionali                             | Delegati nazionali                             | Delegati nazionali                             |
| Candidato                                      | voti                                           | percentuale                                    | vincolati                                      | non vincolati                                  | totali                                         |
| ---------------------------------------------- | ---------------------------------------------- | ---------------------------------------------- | ---------------------------------------------- | ---------------------------------------------- | ---------------------------------------------- |
| Donald Trump                                   | 82 493                                         | 35,92%                                         | 17                                             | 0                                              | 17                                             |
| Ted Cruz                                       | 72 503                                         | 31,57%                                         | 15                                             | 0                                              | 15                                             |
| Marco Rubio                                    | 37 579                                         | 16,36%                                         | 7                                              | 0                                              | 7                                              |
| John Kasich                                    | 33 134                                         | 14,42%                                         | 7                                              | 0                                              | 7                                              |
| Ben Carson                                     | 1 951                                          | 0,85%                                          | 0                                              | 0                                              | 0                                              |
| Rand Paul                                      | 872                                            | 0,38%                                          | 0                                              | 0                                              | 0                                              |
| Non affiliati                                  | 496                                            | 0,21%                                          | 0                                              | 0                                              | 0                                              |
| Jeb Bush                                       | 305                                            | 0,13%                                          | 0                                              | 0                                              | 0                                              |
| Mike Huckabee                                  | 174                                            | 0,08%                                          | 0                                              | 0                                              | 0                                              |
| Chris Christie                                 | 65                                             | 0,03%                                          | 0                                              | 0                                              | 0                                              |
| Carly Fiorina                                  | 64                                             | 0,03%                                          | 0                                              | 0                                              | 0                                              |
| Rick Santorum                                  | 31                                             | 0,01%                                          | 0                                              | 0                                              | 0                                              |
| Non assegnati o svincolati                     | Non assegnati o svincolati                     | Non assegnati o svincolati                     | 0                                              | 0                                              | 0                                              |
| Totale                                         | 229 667                                        | 100,00%                                        | 46                                             | 0                                              | 46                                             |

### Primarie dellaLouisiana
Trump
     Cruz
Le primarie della Louisiana si sono tenute il 5 marzo; la convention statale in cui sono stati ufficialmente distribuiti i delegati in palio il 12 marzo.
Come consentito dalle regoli statali, i cinque delegati conquistati da Rubio hanno cambiato il proprio supporto in favore di Trum dopo il ritiro del candidato al quale erano vincolati; hanno espresso il proprio sostegno a Trump anche due dei delegati che erano rimasti svincolati.
| Primarie repubblicane della Louisiana, 5 marzo 2016 | Primarie repubblicane della Louisiana, 5 marzo 2016 | Primarie repubblicane della Louisiana, 5 marzo 2016 | Primarie repubblicane della Louisiana, 5 marzo 2016 | Primarie repubblicane della Louisiana, 5 marzo 2016 | Primarie repubblicane della Louisiana, 5 marzo 2016 |
| Candidato                                           | Preferenze                                          | Preferenze                                          | Delegati nazionali                                  | Delegati nazionali                                  | Delegati nazionali                                  |
| Candidato                                           | voti                                                | percentuale                                         | vincolati                                           | non vincolati                                       | totali                                              |
| --------------------------------------------------- | --------------------------------------------------- | --------------------------------------------------- | --------------------------------------------------- | --------------------------------------------------- | --------------------------------------------------- |
| Donald Trump                                        | 124 854                                             | 41,45%                                              | 18 25                                               | 0                                                   | 25                                                  |
| Ted Cruz                                            | 113 968                                             | 37,83%                                              | 18                                                  | 0                                                   | 18                                                  |
| Marco Rubio                                         | 33 813                                              | 11,22%                                              | 5 0                                                 | 0                                                   | 0                                                   |
| John Kasich                                         | 19 359                                              | 6,43%                                               | 0                                                   | 0                                                   | 0                                                   |
| Ben Carson                                          | 4 544                                               | 1,51%                                               | 0                                                   | 0                                                   | 0                                                   |
| Jeb Bush                                            | 2 145                                               | 0,71%                                               | 0                                                   | 0                                                   | 0                                                   |
| Rand Paul                                           | 670                                                 | 0,22%                                               | 0                                                   | 0                                                   | 0                                                   |
| Mike Huckabee                                       | 645                                                 | 0,21%                                               | 0                                                   | 0                                                   | 0                                                   |
| Chris Christie                                      | 401                                                 | 0,13%                                               | 0                                                   | 0                                                   | 0                                                   |
| Carly Fiorina                                       | 243                                                 | 0,08%                                               | 0                                                   | 0                                                   | 0                                                   |
| Tim Cook                                            | 219                                                 | 0,07%                                               | 0                                                   | 0                                                   | 0                                                   |
| Rick Santorum                                       | 180                                                 | 0,06%                                               | 0                                                   | 0                                                   | 0                                                   |
| Lindsey Graham                                      | 152                                                 | 0,05%                                               | 0                                                   | 0                                                   | 0                                                   |
| Peter Messina                                       | 48                                                  | 0,02%                                               | 0                                                   | 0                                                   | 0                                                   |
| Non assegnati o svincolati                          | Non assegnati o svincolati                          | Non assegnati o svincolati                          | 5 3                                                 | 0                                                   | 3                                                   |
| Totale                                              | 301 241                                             | 100,00%                                             | 46                                                  | 0                                                   | 46                                                  |

### Caucus del Maine
Cruz
     Trump
| Caucus repubblicani del Maine, 5 marzo 2016 | Caucus repubblicani del Maine, 5 marzo 2016 | Caucus repubblicani del Maine, 5 marzo 2016 | Caucus repubblicani del Maine, 5 marzo 2016 | Caucus repubblicani del Maine, 5 marzo 2016 | Caucus repubblicani del Maine, 5 marzo 2016 |
| Candidato                                   | Preferenze                                  | Preferenze                                  | Delegati nazionali                          | Delegati nazionali                          | Delegati nazionali                          |
| Candidato                                   | voti                                        | percentuale                                 | vincolati                                   | non vincolati                               | totali                                      |
| ------------------------------------------- | ------------------------------------------- | ------------------------------------------- | ------------------------------------------- | ------------------------------------------- | ------------------------------------------- |
| Ted Cruz                                    | 8 550                                       | 45,90%                                      | 12                                          | 0                                           | 12                                          |
| Donald Trump                                | 6 070                                       | 32,59%                                      | 9                                           | 0                                           | 9                                           |
| John Kasich                                 | 2 270                                       | 12,19%                                      | 2                                           | 0                                           | 2                                           |
| Marco Rubio                                 | 1 492                                       | 8,01%                                       | 0                                           | 0                                           | 0                                           |
| Ben Carson                                  | 132                                         | 0,71%                                       | 0                                           | 0                                           | 0                                           |
| Rand Paul                                   | 55                                          | 0,30%                                       | 0                                           | 0                                           | 0                                           |
| Jeb Bush                                    | 31                                          | 0,17%                                       | 0                                           | 0                                           | 0                                           |
| Carly Fiorina                               | 17                                          | 0,09%                                       | 0                                           | 0                                           | 0                                           |
| Mike Huckabee                               | 10                                          | 0,05%                                       | 0                                           | 0                                           | 0                                           |
| Chris Christie                              | 0                                           | 0,00%                                       | 0                                           | 0                                           | 0                                           |
| Non assegnati o svincolati                  | Non assegnati o svincolati                  | Non assegnati o svincolati                  | 0                                           | 0                                           | 0                                           |
| Totale                                      | 18 627                                      | 100,00%                                     | 23                                          | 0                                           | 23                                          |

### Primarie di Porto Rico

Bandiera di Porto Rico

| Primarie repubblicane di Porto Rico, 6 marzo 2016 | Primarie repubblicane di Porto Rico, 6 marzo 2016 | Primarie repubblicane di Porto Rico, 6 marzo 2016 | Primarie repubblicane di Porto Rico, 6 marzo 2016 | Primarie repubblicane di Porto Rico, 6 marzo 2016 | Primarie repubblicane di Porto Rico, 6 marzo 2016 |
| Candidato                                         | Preferenze                                        | Preferenze                                        | Delegati nazionali                                | Delegati nazionali                                | Delegati nazionali                                |
| Candidato                                         | voti                                              | percentuale                                       | vincolati                                         | non vincolati                                     | totali                                            |
| ------------------------------------------------- | ------------------------------------------------- | ------------------------------------------------- | ------------------------------------------------- | ------------------------------------------------- | ------------------------------------------------- |
| Marco Rubio                                       | 27 277                                            | 70,94%                                            | 23                                                | 0                                                 | 23                                                |
| Donald Trump                                      | 5 014                                             | 13,04%                                            | 0                                                 | 0                                                 | 0                                                 |
| Ted Cruz                                          | 3 320                                             | 8,63%                                             | 0                                                 | 0                                                 | 0                                                 |
| John Kasich                                       | 517                                               | 1,34%                                             | 0                                                 | 0                                                 | 0                                                 |
| Carly Fiorina                                     | 289                                               | 0,75%                                             | 0                                                 | 0                                                 | 0                                                 |
| Jeb Bush                                          | 240                                               | 0,62%                                             | 0                                                 | 0                                                 | 0                                                 |
| Ben Carson                                        | 140                                               | 0,36%                                             | 0                                                 | 0                                                 | 0                                                 |
| Mike Huckabee                                     | 63                                                | 0,16%                                             | 0                                                 | 0                                                 | 0                                                 |
| Rand Paul                                         | 41                                                | 0,11%                                             | 0                                                 | 0                                                 | 0                                                 |
| Rick Santorum                                     | 31                                                | 0,08%                                             | 0                                                 | 0                                                 | 0                                                 |
| Jim Gilmore                                       | 25                                                | 0,07%                                             | 0                                                 | 0                                                 | 0                                                 |
| Chris Christie                                    | 20                                                | 0,05%                                             | 0                                                 | 0                                                 | 0                                                 |
| Candidati write-in                                | 14                                                | 0,04%                                             | 0                                                 | 0                                                 | 0                                                 |
| Schede bianche                                    | 864                                               | 2,25%                                             | 0                                                 | 0                                                 | 0                                                 |
| Schede nulle                                      | 596                                               | 1,55%                                             | 0                                                 | 0                                                 | 0                                                 |
| Non assegnati o svincolati                        | Non assegnati o svincolati                        | Non assegnati o svincolati                        | 0                                                 | 0                                                 | 0                                                 |
| Totale                                            | 38 451                                            | 100,00%                                           | 23                                                | 0                                                 | 23                                                |

### Caucus delle Hawaii
Trump
| Caucus repubblicani delle Hawaii, 8 marzo 2016 | Caucus repubblicani delle Hawaii, 8 marzo 2016 | Caucus repubblicani delle Hawaii, 8 marzo 2016 | Caucus repubblicani delle Hawaii, 8 marzo 2016 | Caucus repubblicani delle Hawaii, 8 marzo 2016 | Caucus repubblicani delle Hawaii, 8 marzo 2016 |
| Candidato                                      | Preferenze                                     | Preferenze                                     | Delegati nazionali                             | Delegati nazionali                             | Delegati nazionali                             |
| Candidato                                      | voti                                           | percentuale                                    | vincolati                                      | non vincolati                                  | totali                                         |
| ---------------------------------------------- | ---------------------------------------------- | ---------------------------------------------- | ---------------------------------------------- | ---------------------------------------------- | ---------------------------------------------- |
| Donald Trump                                   | 5 677                                          | 42,44%                                         | 11                                             | 0                                              | 11                                             |
| Ted Cruz                                       | 4 379                                          | 32,74%                                         | 7                                              | 0                                              | 7                                              |
| Marco Rubio                                    | 1 759                                          | 13,15%                                         | 1                                              | 0                                              | 1                                              |
| John Kasich                                    | 1 413                                          | 10,56%                                         | 0                                              | 0                                              | 0                                              |
| Ben Carson                                     | 127                                            | 0,95%                                          | 0                                              | 0                                              | 0                                              |
| Jeb Bush                                       | 22                                             | 0,16%                                          | 0                                              | 0                                              | 0                                              |
| Non assegnati o svincolati                     | Non assegnati o svincolati                     | Non assegnati o svincolati                     | 0                                              | 0                                              | 0                                              |
| Totale                                         | 13 377                                         | 100,00%                                        | 19                                             | 0                                              | 19                                             |

### Primarie dell'Idaho
Cruz
     Trump
| Primarie repubblicane dell'Idaho, 8 marzo 2016 | Primarie repubblicane dell'Idaho, 8 marzo 2016 | Primarie repubblicane dell'Idaho, 8 marzo 2016 | Primarie repubblicane dell'Idaho, 8 marzo 2016 | Primarie repubblicane dell'Idaho, 8 marzo 2016 | Primarie repubblicane dell'Idaho, 8 marzo 2016 |
| Candidato                                      | Preferenze                                     | Preferenze                                     | Delegati nazionali                             | Delegati nazionali                             | Delegati nazionali                             |
| Candidato                                      | voti                                           | percentuale                                    | vincolati                                      | non vincolati                                  | totali                                         |
| ---------------------------------------------- | ---------------------------------------------- | ---------------------------------------------- | ---------------------------------------------- | ---------------------------------------------- | ---------------------------------------------- |
| Ted Cruz                                       | 100 889                                        | 45,44%                                         | 20                                             | 0                                              | 20                                             |
| Donald Trump                                   | 62 413                                         | 28,11%                                         | 12                                             | 0                                              | 12                                             |
| Marco Rubio                                    | 35 290                                         | 15,90%                                         | 0                                              | 0                                              | 0                                              |
| John Kasich                                    | 16 514                                         | 7,44%                                          | 0                                              | 0                                              | 0                                              |
| Ben Carson                                     | 3 853                                          | 1,74%                                          | 0                                              | 0                                              | 0                                              |
| Jeb Bush                                       | 939                                            | 0,42%                                          | 0                                              | 0                                              | 0                                              |
| Rand Paul                                      | 834                                            | 0,38%                                          | 0                                              | 0                                              | 0                                              |
| Mike Huckabee                                  | 358                                            | 0,16%                                          | 0                                              | 0                                              | 0                                              |
| Chris Christie                                 | 353                                            | 0,16%                                          | 0                                              | 0                                              | 0                                              |
| Carly Fiorina                                  | 242                                            | 0,11%                                          | 0                                              | 0                                              | 0                                              |
| Rick Santorum                                  | 211                                            | 0,10%                                          | 0                                              | 0                                              | 0                                              |
| Lindsey Graham                                 | 80                                             | 0,04%                                          | 0                                              | 0                                              | 0                                              |
| Peter Messina                                  | 28                                             | 0,01%                                          | 0                                              | 0                                              | 0                                              |
| Non assegnati o svincolati                     | Non assegnati o svincolati                     | Non assegnati o svincolati                     | 0                                              | 0                                              | 0                                              |
| Totale                                         | 222 004                                        | 100,00%                                        | 32                                             | 0                                              | 32                                             |

### Primarie del Michigan
Trump
     Kasich
     Cruz
| Primarie repubblicane del Michigan, 8 marzo 2016 | Primarie repubblicane del Michigan, 8 marzo 2016 | Primarie repubblicane del Michigan, 8 marzo 2016 | Primarie repubblicane del Michigan, 8 marzo 2016 | Primarie repubblicane del Michigan, 8 marzo 2016 | Primarie repubblicane del Michigan, 8 marzo 2016 |
| Candidato                                        | Preferenze                                       | Preferenze                                       | Delegati nazionali                               | Delegati nazionali                               | Delegati nazionali                               |
| Candidato                                        | voti                                             | percentuale                                      | vincolati                                        | non vincolati                                    | totali                                           |
| ------------------------------------------------ | ------------------------------------------------ | ------------------------------------------------ | ------------------------------------------------ | ------------------------------------------------ | ------------------------------------------------ |
| Donald Trump                                     | 483 753                                          | 36,55%                                           | 25                                               | 0                                                | 25                                               |
| Ted Cruz                                         | 326 617                                          | 24,68%                                           | 17                                               | 0                                                | 17                                               |
| John Kasich                                      | 321 115                                          | 24,26%                                           | 17                                               | 0                                                | 17                                               |
| Marco Rubio                                      | 123 587                                          | 9,34%                                            | 0                                                | 0                                                | 0                                                |
| Ben Carson                                       | 21 349                                           | 1,61%                                            | 0                                                | 0                                                | 0                                                |
| Non affiliati                                    | 22 824                                           | 1,72%                                            | 0                                                | 0                                                | 0                                                |
| Jeb Bush                                         | 10 685                                           | 0,81%                                            | 0                                                | 0                                                | 0                                                |
| Rand Paul                                        | 3 774                                            | 0,29%                                            | 0                                                | 0                                                | 0                                                |
| Chris Christie                                   | 3 116                                            | 0,24%                                            | 0                                                | 0                                                | 0                                                |
| Mike Huckabee                                    | 2 603                                            | 0,20%                                            | 0                                                | 0                                                | 0                                                |
| Rick Santorum                                    | 1 722                                            | 0,13%                                            | 0                                                | 0                                                | 0                                                |
| Carly Fiorina                                    | 1 415                                            | 0,11%                                            | 0                                                | 0                                                | 0                                                |
| George Pataki                                    | 591                                              | 0,04%                                            | 0                                                | 0                                                | 0                                                |
| Lindsey Graham                                   | 438                                              | 0,03%                                            | 0                                                | 0                                                | 0                                                |
| Non assegnati o svincolati                       | Non assegnati o svincolati                       | Non assegnati o svincolati                       | 0                                                | 0                                                | 0                                                |
| Totale                                           | 1 323 589                                        | 100,00%                                          | 59                                               | 0                                                | 59                                               |

### Primarie del Mississippi
Trump
     Cruz
| Primarie repubblicane del Mississippi, 8 marzo 2016 | Primarie repubblicane del Mississippi, 8 marzo 2016 | Primarie repubblicane del Mississippi, 8 marzo 2016 | Primarie repubblicane del Mississippi, 8 marzo 2016 | Primarie repubblicane del Mississippi, 8 marzo 2016 | Primarie repubblicane del Mississippi, 8 marzo 2016 |
| Candidato                                           | Preferenze                                          | Preferenze                                          | Delegati nazionali                                  | Delegati nazionali                                  | Delegati nazionali                                  |
| Candidato                                           | voti                                                | percentuale                                         | vincolati                                           | non vincolati                                       | totali                                              |
| --------------------------------------------------- | --------------------------------------------------- | --------------------------------------------------- | --------------------------------------------------- | --------------------------------------------------- | --------------------------------------------------- |
| Donald Trump                                        | 196 659                                             | 47,24%                                              | 25                                                  | 0                                                   | 25                                                  |
| Ted Cruz                                            | 150 364                                             | 36,12%                                              | 15                                                  | 0                                                   | 15                                                  |
| John Kasich                                         | 36 795                                              | 8,84%                                               | 0                                                   | 0                                                   | 0                                                   |
| Marco Rubio                                         | 21 885                                              | 5,26%                                               | 0                                                   | 0                                                   | 0                                                   |
| Ben Carson                                          | 5 626                                               | 1,35%                                               | 0                                                   | 0                                                   | 0                                                   |
| Jeb Bush                                            | 1 697                                               | 0,41%                                               | 0                                                   | 0                                                   | 0                                                   |
| Mike Huckabee                                       | 1 067                                               | 0,26%                                               | 0                                                   | 0                                                   | 0                                                   |
| Rand Paul                                           | 643                                                 | 0,15%                                               | 0                                                   | 0                                                   | 0                                                   |
| Rick Santorum                                       | 510                                                 | 0,12%                                               | 0                                                   | 0                                                   | 0                                                   |
| Chris Christie                                      | 493                                                 | 0,12%                                               | 0                                                   | 0                                                   | 0                                                   |
| Carly Fiorina                                       | 224                                                 | 0,05%                                               | 0                                                   | 0                                                   | 0                                                   |
| Lindsey Graham                                      | 172                                                 | 0,04%                                               | 0                                                   | 0                                                   | 0                                                   |
| George Pataki                                       | 135                                                 | 0,03%                                               | 0                                                   | 0                                                   | 0                                                   |
| Non assegnati o svincolati                          | Non assegnati o svincolati                          | Non assegnati o svincolati                          | 0                                                   | 0                                                   | 0                                                   |
| Totale                                              | 416 270                                             | 100,00%                                             | 40                                                  | 0                                                   | 40                                                  |

### Caucus delle Isole Vergini Americane

Bandiera delle Isole Vergini americane

Nelle Isole Vergini americane sono stati più votati solo delegati non affiliati a nessun candidato Presidente; ciò significa che tutti i nove delegati rappresentanti del territorio avrebbero dovuto partecipare alla convention nazionale come delegati svincolati, con libera facoltà di voto. I sei che hanno vinto le votazioni, che si sarebbero dovuti aggiungere ai tre svincolati, rappresentanti della leadership del partito locale, sono stati però squalificati, lasciando il posto ad altri due indipendenti, due sostenitori di Rubio, e altri due sostenitori rispettivamente di Trump e Cruz.
Quando Trump è divenuto il previsto nominato per le presidenziali, tutti i delegati del territorio hanno fatto convergere il proprio supporto su di lui.
| Caucus repubblicani delle Isole Vergini americane, 10 marzo 2016 | Caucus repubblicani delle Isole Vergini americane, 10 marzo 2016 | Caucus repubblicani delle Isole Vergini americane, 10 marzo 2016 | Caucus repubblicani delle Isole Vergini americane, 10 marzo 2016 | Caucus repubblicani delle Isole Vergini americane, 10 marzo 2016 | Caucus repubblicani delle Isole Vergini americane, 10 marzo 2016 |
| Candidato                                                        | Preferenze                                                       | Preferenze                                                       | Delegati nazionali                                               | Delegati nazionali                                               | Delegati nazionali                                               |
| Candidato                                                        | voti                                                             | percentuale                                                      | vincolati                                                        | non vincolati                                                    | totali                                                           |
| ---------------------------------------------------------------- | ---------------------------------------------------------------- | ---------------------------------------------------------------- | ---------------------------------------------------------------- | ---------------------------------------------------------------- | ---------------------------------------------------------------- |
| Non affiliati                                                    | 1 063                                                            | 65,33%                                                           | 6 2                                                              | 0                                                                | 2                                                                |
| Ted Cruz                                                         | 191                                                              | 11,74%                                                           | 0 1                                                              | 0                                                                | 0                                                                |
| Marco Rubio                                                      | 161                                                              | 9,90%                                                            | 0 2                                                              | 0                                                                | 0                                                                |
| Ben Carson                                                       | 108                                                              | 6,64%                                                            | 0                                                                | 0                                                                | 0                                                                |
| Donald Trump                                                     | 104                                                              | 6,39%                                                            | 0 1                                                              | 0                                                                | 0                                                                |
| Non assegnati o svincolati                                       | Non assegnati o svincolati                                       | Non assegnati o svincolati                                       | 0                                                                | 3                                                                | 3                                                                |
| Totale                                                           | 2 839                                                            | 100,00%                                                          | 6                                                                | 3                                                                | 9                                                                |

### Convention del Distretto di Columbia
| Convention repubblicana del Distretto di Columbia, 12 marzo 2016 | Convention repubblicana del Distretto di Columbia, 12 marzo 2016 | Convention repubblicana del Distretto di Columbia, 12 marzo 2016 | Convention repubblicana del Distretto di Columbia, 12 marzo 2016 | Convention repubblicana del Distretto di Columbia, 12 marzo 2016 | Convention repubblicana del Distretto di Columbia, 12 marzo 2016 |
| Candidato                                                        | Preferenze                                                       | Preferenze                                                       | Delegati nazionali                                               | Delegati nazionali                                               | Delegati nazionali                                               |
| Candidato                                                        | voti                                                             | percentuale                                                      | vincolati                                                        | non vincolati                                                    | totali                                                           |
| ---------------------------------------------------------------- | ---------------------------------------------------------------- | ---------------------------------------------------------------- | ---------------------------------------------------------------- | ---------------------------------------------------------------- | ---------------------------------------------------------------- |
| Marco Rubio                                                      | 1 059                                                            | 37,36%                                                           | 10                                                               | 0                                                                | 10                                                               |
| John Kasich                                                      | 1 009                                                            | 35,54%                                                           | 9                                                                | 0                                                                | 9                                                                |
| Donald Trump                                                     | 391                                                              | 13,77%                                                           | 0                                                                | 0                                                                | 0                                                                |
| Ted Cruz                                                         | 351                                                              | 12,36%                                                           | 0                                                                | 0                                                                | 0                                                                |
| Jeb Bush                                                         | 14                                                               | 0,49%                                                            | 0                                                                | 0                                                                | 0                                                                |
| Rand Paul                                                        | 12                                                               | 0,42%                                                            | 0                                                                | 0                                                                | 0                                                                |
| Ben Carson                                                       | 3                                                                | 0,11%                                                            | 0                                                                | 0                                                                | 0                                                                |
| Non assegnati o svincolati                                       | Non assegnati o svincolati                                       | Non assegnati o svincolati                                       | 0                                                                | 0                                                                | 0                                                                |
| Totale                                                           | 2 839                                                            | 100,00%                                                          | 19                                                               | 0                                                                | 19                                                               |

### Convention di Guam

Bandiera di Guam

Nel territorio di Guam il 12 marzo sono stati eletti nove delegati formalmente svincolati, di cui solo uno aveva espresso la sua preferenza per Ted Cruz prima delle votazioni. Nel mese di maggio, dopo che Trump è rimasto l'unico candidato in gara, tutti loro hanno fatto convergere il proprio supporto su di lui.

## Elezioni nella seconda metà di marzo

### Primarie della Carolina del Nord
Trump
     Cruz
| Primarie repubblicane della Carolina del Nord, 15 marzo 2016 | Primarie repubblicane della Carolina del Nord, 15 marzo 2016 | Primarie repubblicane della Carolina del Nord, 15 marzo 2016 | Primarie repubblicane della Carolina del Nord, 15 marzo 2016 | Primarie repubblicane della Carolina del Nord, 15 marzo 2016 | Primarie repubblicane della Carolina del Nord, 15 marzo 2016 |
| Candidato                                                    | Preferenze                                                   | Preferenze                                                   | Delegati nazionali                                           | Delegati nazionali                                           | Delegati nazionali                                           |
| Candidato                                                    | voti                                                         | percentuale                                                  | vincolati                                                    | non vincolati                                                | totali                                                       |
| ------------------------------------------------------------ | ------------------------------------------------------------ | ------------------------------------------------------------ | ------------------------------------------------------------ | ------------------------------------------------------------ | ------------------------------------------------------------ |
| Donald Trump                                                 | 462 465                                                      | 40,23%                                                       | 29                                                           | 0                                                            | 29                                                           |
| Ted Cruz                                                     | 422 651                                                      | 36,76%                                                       | 27                                                           | 0                                                            | 27                                                           |
| John Kasich                                                  | 145 678                                                      | 12,67%                                                       | 9                                                            | 0                                                            | 9                                                            |
| Marco Rubio                                                  | 88 915                                                       | 7,73%                                                        | 6                                                            | 0                                                            | 6                                                            |
| Ben Carson                                                   | 11 019                                                       | 0,96%                                                        | 1                                                            | 0                                                            | 1                                                            |
| Nessuna preferenza                                           | 6 079                                                        | 0,53%                                                        | 0                                                            | 0                                                            | 0                                                            |
| Jeb Bush                                                     | 3 899                                                        | 0,34%                                                        | 0                                                            | 0                                                            | 0                                                            |
| Mike Huckabee                                                | 3 073                                                        | 0,27%                                                        | 0                                                            | 0                                                            | 0                                                            |
| Rand Paul                                                    | 2 753                                                        | 0,24%                                                        | 0                                                            | 0                                                            | 0                                                            |
| Chris Christie                                               | 1 259                                                        | 0,11%                                                        | 0                                                            | 0                                                            | 0                                                            |
| Carly Fiorina                                                | 929                                                          | 0,08%                                                        | 0                                                            | 0                                                            | 0                                                            |
| Rick Santorum                                                | 663                                                          | 0,06%                                                        | 0                                                            | 0                                                            | 0                                                            |
| Jim Gilmore                                                  | 265                                                          | 0,02%                                                        | 0                                                            | 0                                                            | 0                                                            |
| Non assegnati o svincolati                                   | Non assegnati o svincolati                                   | Non assegnati o svincolati                                   | 0                                                            | 0                                                            | 0                                                            |
| Totale                                                       | 1 149 648                                                    | 100,00%                                                      | 72                                                           | 0                                                            | 72                                                           |

### Primarie della Florida
Trump
     Rubio
| Primarie repubblicane della Florida, 15 marzo 2016 | Primarie repubblicane della Florida, 15 marzo 2016 | Primarie repubblicane della Florida, 15 marzo 2016 | Primarie repubblicane della Florida, 15 marzo 2016 | Primarie repubblicane della Florida, 15 marzo 2016 | Primarie repubblicane della Florida, 15 marzo 2016 |
| Candidato                                          | Preferenze                                         | Preferenze                                         | Delegati nazionali                                 | Delegati nazionali                                 | Delegati nazionali                                 |
| Candidato                                          | voti                                               | percentuale                                        | vincolati                                          | non vincolati                                      | totali                                             |
| -------------------------------------------------- | -------------------------------------------------- | -------------------------------------------------- | -------------------------------------------------- | -------------------------------------------------- | -------------------------------------------------- |
| Donald Trump                                       | 1 079 870                                          | 45,72%                                             | 99                                                 | 0                                                  | 99                                                 |
| Marco Rubio                                        | 638 661                                            | 27,04%                                             | 0                                                  | 0                                                  | 0                                                  |
| Ted Cruz                                           | 404 891                                            | 17,14%                                             | 0                                                  | 0                                                  | 0                                                  |
| John Kasich                                        | 159 976                                            | 6,77%                                              | 0                                                  | 0                                                  | 0                                                  |
| Jeb Bush                                           | 43 511                                             | 1,84%                                              | 0                                                  | 0                                                  | 0                                                  |
| Ben Carson                                         | 21 207                                             | 0,90%                                              | 0                                                  | 0                                                  | 0                                                  |
| Rand Paul                                          | 4 450                                              | 0,19%                                              | 0                                                  | 0                                                  | 0                                                  |
| Mike Huckabee                                      | 2 624                                              | 0,11%                                              | 0                                                  | 0                                                  | 0                                                  |
| Chris Christie                                     | 2 493                                              | 0,11%                                              | 0                                                  | 0                                                  | 0                                                  |
| Carly Fiorina                                      | 1 899                                              | 0,08%                                              | 0                                                  | 0                                                  | 0                                                  |
| Rick Santorum                                      | 1 211                                              | 0,05%                                              | 0                                                  | 0                                                  | 0                                                  |
| Lindsey Graham                                     | 693                                                | 0,03%                                              | 0                                                  | 0                                                  | 0                                                  |
| Jim Gilmore                                        | 319                                                | 0,01%                                              | 0                                                  | 0                                                  | 0                                                  |
| Non assegnati o svincolati                         | Non assegnati o svincolati                         | Non assegnati o svincolati                         | 0                                                  | 0                                                  | 0                                                  |
| Totale                                             | 2 361 805                                          | 100,00%                                            | 99                                                 | 0                                                  | 99                                                 |

### Primarie dell'Illinois
Trump
     pareggio
     Cruz
| Primarie repubblicane dell'Illinois, 15 marzo 2016 | Primarie repubblicane dell'Illinois, 15 marzo 2016 | Primarie repubblicane dell'Illinois, 15 marzo 2016 | Primarie repubblicane dell'Illinois, 15 marzo 2016 | Primarie repubblicane dell'Illinois, 15 marzo 2016 | Primarie repubblicane dell'Illinois, 15 marzo 2016 |
| Candidato                                          | Preferenze                                         | Preferenze                                         | Delegati nazionali                                 | Delegati nazionali                                 | Delegati nazionali                                 |
| Candidato                                          | voti                                               | percentuale                                        | vincolati                                          | non vincolati                                      | totali                                             |
| -------------------------------------------------- | -------------------------------------------------- | -------------------------------------------------- | -------------------------------------------------- | -------------------------------------------------- | -------------------------------------------------- |
| Donald Trump                                       | 556 916                                            | 38,84%                                             | 54                                                 | 0                                                  | 54                                                 |
| Ted Cruz                                           | 434 038                                            | 30,27%                                             | 9                                                  | 0                                                  | 9                                                  |
| John Kasich                                        | 282 874                                            | 19,73%                                             | 6                                                  | 0                                                  | 6                                                  |
| Marco Rubio                                        | 124 568                                            | 8,69%                                              | 0                                                  | 0                                                  | 0                                                  |
| Ben Carson                                         | 11 289                                             | 0,79%                                              | 0                                                  | 0                                                  | 0                                                  |
| Jeb Bush                                           | 10 974                                             | 0,77%                                              | 0                                                  | 0                                                  | 0                                                  |
| Rand Paul                                          | 4 667                                              | 0,33%                                              | 0                                                  | 0                                                  | 0                                                  |
| Chris Christie                                     | 3 326                                              | 0,23%                                              | 0                                                  | 0                                                  | 0                                                  |
| Mike Huckabee                                      | 2 700                                              | 0,19%                                              | 0                                                  | 0                                                  | 0                                                  |
| Carly Fiorina                                      | 1 512                                              | 0,11%                                              | 0                                                  | 0                                                  | 0                                                  |
| Rick Santorum                                      | 1 142                                              | 0,08%                                              | 0                                                  | 0                                                  | 0                                                  |
| Non assegnati o svincolati                         | Non assegnati o svincolati                         | Non assegnati o svincolati                         | 0                                                  | 0                                                  | 0                                                  |
| Totale                                             | 1 434 006                                          | 100,00%                                            | 69                                                 | 0                                                  | 69                                                 |

### Caucus delle Isole Marianne Settentrionali

Bandiera delle Isole Marianne Settentrionali

| Caucus repubblicani delle Isole Marianne Settentrionali, 15 marzo 2016 | Caucus repubblicani delle Isole Marianne Settentrionali, 15 marzo 2016 | Caucus repubblicani delle Isole Marianne Settentrionali, 15 marzo 2016 | Caucus repubblicani delle Isole Marianne Settentrionali, 15 marzo 2016 | Caucus repubblicani delle Isole Marianne Settentrionali, 15 marzo 2016 | Caucus repubblicani delle Isole Marianne Settentrionali, 15 marzo 2016 |
| Candidato                                                              | Preferenze                                                             | Preferenze                                                             | Delegati nazionali                                                     | Delegati nazionali                                                     | Delegati nazionali                                                     |
| Candidato                                                              | voti                                                                   | percentuale                                                            | vincolati                                                              | non vincolati                                                          | totali                                                                 |
| ---------------------------------------------------------------------- | ---------------------------------------------------------------------- | ---------------------------------------------------------------------- | ---------------------------------------------------------------------- | ---------------------------------------------------------------------- | ---------------------------------------------------------------------- |
| Donald Trump                                                           | 343                                                                    | 72,82%                                                                 | 9                                                                      | 0                                                                      | 9                                                                      |
| Ted Cruz                                                               | 113                                                                    | 23,99%                                                                 | 0                                                                      | 0                                                                      | 0                                                                      |
| John Kasich                                                            | 10                                                                     | 2,12%                                                                  | 0                                                                      | 0                                                                      | 0                                                                      |
| Marco Rubio                                                            | 5                                                                      | 1,06%                                                                  | 0                                                                      | 0                                                                      | 0                                                                      |
| Non assegnati o svincolati                                             | Non assegnati o svincolati                                             | Non assegnati o svincolati                                             | 0                                                                      | 0                                                                      | 0                                                                      |
| Totale                                                                 | 471                                                                    | 100,00%                                                                | 9                                                                      | 0                                                                      | 9                                                                      |

### Primarie del Missouri
Trump
     Cruz
| Primarie repubblicane del Missouri, 15 marzo 2016 | Primarie repubblicane del Missouri, 15 marzo 2016 | Primarie repubblicane del Missouri, 15 marzo 2016 | Primarie repubblicane del Missouri, 15 marzo 2016 | Primarie repubblicane del Missouri, 15 marzo 2016 | Primarie repubblicane del Missouri, 15 marzo 2016 |
| Candidato                                         | Preferenze                                        | Preferenze                                        | Delegati nazionali                                | Delegati nazionali                                | Delegati nazionali                                |
| Candidato                                         | voti                                              | percentuale                                       | vincolati                                         | non vincolati                                     | totali                                            |
| ------------------------------------------------- | ------------------------------------------------- | ------------------------------------------------- | ------------------------------------------------- | ------------------------------------------------- | ------------------------------------------------- |
| Donald Trump                                      | 382 093                                           | 40,83%                                            | 37                                                | 0                                                 | 37                                                |
| Ted Cruz                                          | 380 367                                           | 40,65%                                            | 15                                                | 0                                                 | 15                                                |
| John Kasich                                       | 94 533                                            | 10,10%                                            | 0                                                 | 0                                                 | 0                                                 |
| Marco Rubio                                       | 57 006                                            | 6,09%                                             | 0                                                 | 0                                                 | 0                                                 |
| Ben Carson                                        | 8 201                                             | 0,88%                                             | 0                                                 | 0                                                 | 0                                                 |
| Jeb Bush                                          | 3 349                                             | 0,36%                                             | 0                                                 | 0                                                 | 0                                                 |
| Non affiliati                                     | 3 216                                             | 0,34%                                             | 0                                                 | 0                                                 | 0                                                 |
| Mike Huckabee                                     | 2 137                                             | 0,23%                                             | 0                                                 | 0                                                 | 0                                                 |
| Rand Paul                                         | 1 771                                             | 0,19%                                             | 0                                                 | 0                                                 | 0                                                 |
| Chris Christie                                    | 1 677                                             | 0,18%                                             | 0                                                 | 0                                                 | 0                                                 |
| Rick Santorum                                     | 729                                               | 0,08%                                             | 0                                                 | 0                                                 | 0                                                 |
| Carly Fiorina                                     | 613                                               | 0,07%                                             | 0                                                 | 0                                                 | 0                                                 |
| Jim Lynch                                         | 102                                               | 0,01%                                             | 0                                                 | 0                                                 | 0                                                 |
| Non assegnati o svincolati                        | Non assegnati o svincolati                        | Non assegnati o svincolati                        | 0                                                 | 0                                                 | 0                                                 |
| Totale                                            | 935 794                                           | 100,00%                                           | 52                                                | 0                                                 | 52                                                |

### Primarie dell'Ohio
Kasich
     Trump
| Primarie repubblicane dell'Ohio, 15 marzo 2016 | Primarie repubblicane dell'Ohio, 15 marzo 2016 | Primarie repubblicane dell'Ohio, 15 marzo 2016 | Primarie repubblicane dell'Ohio, 15 marzo 2016 | Primarie repubblicane dell'Ohio, 15 marzo 2016 | Primarie repubblicane dell'Ohio, 15 marzo 2016 |
| Candidato                                      | Preferenze                                     | Preferenze                                     | Delegati nazionali                             | Delegati nazionali                             | Delegati nazionali                             |
| Candidato                                      | voti                                           | percentuale                                    | vincolati                                      | non vincolati                                  | totali                                         |
| ---------------------------------------------- | ---------------------------------------------- | ---------------------------------------------- | ---------------------------------------------- | ---------------------------------------------- | ---------------------------------------------- |
| John Kasich                                    | 956 859                                        | 46,83%                                         | 66                                             | 0                                              | 66                                             |
| Donald Trump                                   | 727 832                                        | 35,62%                                         | 0                                              | 0                                              | 0                                              |
| Ted Cruz                                       | 276 581                                        | 13,10%                                         | 0                                              | 0                                              | 0                                              |
| Marco Rubio                                    | 59 345                                         | 2,90%                                          | 0                                              | 0                                              | 0                                              |
| Ben Carson                                     | 14 782                                         | 0,72%                                          | 0                                              | 0                                              | 0                                              |
| Jeb Bush                                       | 5 664                                          | 0,27%                                          | 0                                              | 0                                              | 0                                              |
| Mike Huckabee                                  | 4 947                                          | 0,24%                                          | 0                                              | 0                                              | 0                                              |
| Chris Christie                                 | 2 560                                          | 0,13%                                          | 0                                              | 0                                              | 0                                              |
| Carly Fiorina                                  | 2 271                                          | 0,11%                                          | 0                                              | 0                                              | 0                                              |
| Rick Santorum                                  | 1 343                                          | 0,07%                                          | 0                                              | 0                                              | 0                                              |
| Non assegnati o svincolati                     | Non assegnati o svincolati                     | Non assegnati o svincolati                     | 0                                              | 0                                              | 0                                              |
| Totale                                         | 2 043 084                                      | 100,00%                                        | 66                                             | 0                                              | 66                                             |

### Primarie dell'Arizona
Trump
     Cruz
Alla convention statale in cui sono stati formalmente eletti i delegati, tenuta il 30 aprile 2016, Trump ne ha in realtà ottenuti solo una decina, mentre il resto è costituito da sostenitori di Cruz o Kasich. La legge statale impone comunque a tutti loro di votare il candidato che ha vinto le primarie alla convention nazionale, ma nel caso Trump non dovesse ottenere la maggioranza alla prima votazione, come per le delegazioni degli altri stati, possono votare il proprio candidato preferito nelle successive.
| Primarie repubblicane dell'Arizona, 22 marzo 2016 | Primarie repubblicane dell'Arizona, 22 marzo 2016 | Primarie repubblicane dell'Arizona, 22 marzo 2016 | Primarie repubblicane dell'Arizona, 22 marzo 2016 | Primarie repubblicane dell'Arizona, 22 marzo 2016 | Primarie repubblicane dell'Arizona, 22 marzo 2016 |
| Candidato                                         | Preferenze                                        | Preferenze                                        | Delegati nazionali                                | Delegati nazionali                                | Delegati nazionali                                |
| Candidato                                         | voti                                              | percentuale                                       | vincolati                                         | non vincolati                                     | totali                                            |
| ------------------------------------------------- | ------------------------------------------------- | ------------------------------------------------- | ------------------------------------------------- | ------------------------------------------------- | ------------------------------------------------- |
| Donald Trump                                      | 285 839                                           | 45,86%                                            | 58                                                | 0                                                 | 58                                                |
| Ted Cruz                                          | 171 185                                           | 27,46%                                            | 0                                                 | 0                                                 | 0                                                 |
| Marco Rubio                                       | 72 263                                            | 11,59%                                            | 0                                                 | 0                                                 | 0                                                 |
| John Kasich                                       | 65 650                                            | 10,53%                                            | 0                                                 | 0                                                 | 0                                                 |
| Ben Carson                                        | 14 916                                            | 2,39%                                             | 0                                                 | 0                                                 | 0                                                 |
| Jeb Bush                                          | 4 386                                             | 0,70%                                             | 0                                                 | 0                                                 | 0                                                 |
| Rand Paul                                         | 2 263                                             | 0,36%                                             | 0                                                 | 0                                                 | 0                                                 |
| Mike Huckabee                                     | 1 292                                             | 0,21%                                             | 0                                                 | 0                                                 | 0                                                 |
| Carly Fiorina                                     | 1 267                                             | 0,20%                                             | 0                                                 | 0                                                 | 0                                                 |
| Chris Christie                                    | 986                                               | 0,16%                                             | 0                                                 | 0                                                 | 0                                                 |
| Rick Santorum                                     | 521                                               | 0,08%                                             | 0                                                 | 0                                                 | 0                                                 |
| Lindsey Graham                                    | 495                                               | 0,08%                                             | 0                                                 | 0                                                 | 0                                                 |
| George Pataki                                     | 307                                               | 0,05%                                             | 0                                                 | 0                                                 | 0                                                 |
| Tim Cook                                          | 243                                               | 0,04%                                             | 0                                                 | 0                                                 | 0                                                 |
| Non assegnati o svincolati                        | Non assegnati o svincolati                        | Non assegnati o svincolati                        | 0                                                 | 0                                                 | 0                                                 |
| Totale                                            | 623 337                                           | 100,00%                                           | 58                                                | 0                                                 | 58                                                |

### Convention delle Samoa Americane

Bandiera delle Samoa Americane

Il 22 marzo nelle Samoa Americane durante una convention sono stati nominati per acclamazione i nove delegati che parteciperanno alla convention formalmente svincolati; tra di loro figuravano inizialmente un sostenitore di Trump e uno di Cruz. Nel mese di maggio, dopo che l'imprenditore newyorkese è divenuto il previsto vincitore delle primarie, tutti loro hanno espresso il proprio sostegno per lui.

### Caucus dello Utah
Cruz
| Caucus repubblicani dello Utah, 22 marzo 2016 | Caucus repubblicani dello Utah, 22 marzo 2016 | Caucus repubblicani dello Utah, 22 marzo 2016 | Caucus repubblicani dello Utah, 22 marzo 2016 | Caucus repubblicani dello Utah, 22 marzo 2016 | Caucus repubblicani dello Utah, 22 marzo 2016 |
| Candidato                                     | Preferenze                                    | Preferenze                                    | Delegati nazionali                            | Delegati nazionali                            | Delegati nazionali                            |
| Candidato                                     | voti                                          | percentuale                                   | vincolati                                     | non vincolati                                 | totali                                        |
| --------------------------------------------- | --------------------------------------------- | --------------------------------------------- | --------------------------------------------- | --------------------------------------------- | --------------------------------------------- |
| Ted Cruz                                      | 122 563                                       | 69,17%                                        | 40                                            | 0                                             | 40                                            |
| John Kasich                                   | 29 779                                        | 16,80%                                        | 0                                             | 0                                             | 0                                             |
| Donald Trump                                  | 24 861                                        | 14,03%                                        | 0                                             | 0                                             | 0                                             |
| Non assegnati o svincolati                    | Non assegnati o svincolati                    | Non assegnati o svincolati                    | 0                                             | 0                                             | 0                                             |
| Totale                                        | 177 204                                       | 100,00%                                       | 40                                            | 0                                             | 40                                            |

## Elezioni di aprile

### Primarie del Wisconsin
Cruz
     pareggio
     Trump
| Primarie repubblicane del Wisconsin, 5 aprile 2016 | Primarie repubblicane del Wisconsin, 5 aprile 2016 | Primarie repubblicane del Wisconsin, 5 aprile 2016 | Primarie repubblicane del Wisconsin, 5 aprile 2016 | Primarie repubblicane del Wisconsin, 5 aprile 2016 | Primarie repubblicane del Wisconsin, 5 aprile 2016 |
| Candidato                                          | Preferenze                                         | Preferenze                                         | Delegati nazionali                                 | Delegati nazionali                                 | Delegati nazionali                                 |
| Candidato                                          | voti                                               | percentuale                                        | vincolati                                          | non vincolati                                      | totali                                             |
| -------------------------------------------------- | -------------------------------------------------- | -------------------------------------------------- | -------------------------------------------------- | -------------------------------------------------- | -------------------------------------------------- |
| Ted Cruz                                           | 533 079                                            | 48,20%                                             | 36                                                 | 0                                                  | 36                                                 |
| Donald Trump                                       | 387 295                                            | 35,02%                                             | 6                                                  | 0                                                  | 6                                                  |
| John Kasich                                        | 155 902                                            | 14,10%                                             | 0                                                  | 0                                                  | 0                                                  |
| Marco Rubio                                        | 10 591                                             | 0,96%                                              | 0                                                  | 0                                                  | 0                                                  |
| Ben Carson                                         | 5 660                                              | 0,51%                                              | 0                                                  | 0                                                  | 0                                                  |
| Jeb Bush                                           | 3 054                                              | 0,28%                                              | 0                                                  | 0                                                  | 0                                                  |
| Rand Paul                                          | 2 519                                              | 0,23%                                              | 0                                                  | 0                                                  | 0                                                  |
| Non affiliati                                      | 2 281                                              | 0,21%                                              | 0                                                  | 0                                                  | 0                                                  |
| Mike Huckabee                                      | 1 424                                              | 0,13%                                              | 0                                                  | 0                                                  | 0                                                  |
| Chris Christie                                     | 1 191                                              | 0,11%                                              | 0                                                  | 0                                                  | 0                                                  |
| Carly Fiorina                                      | 772                                                | 0,07%                                              | 0                                                  | 0                                                  | 0                                                  |
| Rick Santorum                                      | 511                                                | 0,05%                                              | 0                                                  | 0                                                  | 0                                                  |
| Jim Gilmore                                        | 245                                                | 0,02%                                              | 0                                                  | 0                                                  | 0                                                  |
| Non assegnati o svincolati                         | Non assegnati o svincolati                         | Non assegnati o svincolati                         | 0                                                  | 0                                                  | 0                                                  |
| Totale                                             | 1 105 944                                          | 100,00%                                            | 42                                                 | 0                                                  | 42                                                 |

### Primarie dello Stato di New York
Trump
     Kasich
| Primarie repubblicane dello Stato di New York, 19 aprile 2016 | Primarie repubblicane dello Stato di New York, 19 aprile 2016 | Primarie repubblicane dello Stato di New York, 19 aprile 2016 | Primarie repubblicane dello Stato di New York, 19 aprile 2016 | Primarie repubblicane dello Stato di New York, 19 aprile 2016 | Primarie repubblicane dello Stato di New York, 19 aprile 2016 |
| Candidato                                                     | Preferenze                                                    | Preferenze                                                    | Delegati nazionali                                            | Delegati nazionali                                            | Delegati nazionali                                            |
| Candidato                                                     | voti                                                          | percentuale                                                   | vincolati                                                     | non vincolati                                                 | totali                                                        |
| ------------------------------------------------------------- | ------------------------------------------------------------- | ------------------------------------------------------------- | ------------------------------------------------------------- | ------------------------------------------------------------- | ------------------------------------------------------------- |
| Donald Trump                                                  | 554 522                                                       | 59,21%                                                        | 89                                                            | 0                                                             | 89                                                            |
| John Kasich                                                   | 231 166                                                       | 25,01%                                                        | 6                                                             | 0                                                             | 6                                                             |
| Ted Cruz                                                      | 136 083                                                       | 14,52%                                                        | 0                                                             | 0                                                             | 0                                                             |
| Schede bianche o nulle                                        | 14 756                                                        | 1,58%                                                         | 0                                                             | 0                                                             | 0                                                             |
| Non assegnati o svincolati                                    | Non assegnati o svincolati                                    | Non assegnati o svincolati                                    | 0                                                             | 0                                                             | 0                                                             |
| Totale                                                        | 936 527                                                       | 100,00%                                                       | 95                                                            | 0                                                             | 95                                                            |

### Primarie del Connecticut
Trump
| Primarie repubblicane del Connecticut, 26 aprile 2016 | Primarie repubblicane del Connecticut, 26 aprile 2016 | Primarie repubblicane del Connecticut, 26 aprile 2016 | Primarie repubblicane del Connecticut, 26 aprile 2016 | Primarie repubblicane del Connecticut, 26 aprile 2016 | Primarie repubblicane del Connecticut, 26 aprile 2016 |
| Candidato                                             | Preferenze                                            | Preferenze                                            | Delegati nazionali                                    | Delegati nazionali                                    | Delegati nazionali                                    |
| Candidato                                             | voti                                                  | percentuale                                           | vincolati                                             | non vincolati                                         | totali                                                |
| ----------------------------------------------------- | ----------------------------------------------------- | ----------------------------------------------------- | ----------------------------------------------------- | ----------------------------------------------------- | ----------------------------------------------------- |
| Donald Trump                                          | 123 484                                               | 57,87%                                                | 28                                                    | 0                                                     | 28                                                    |
| John Kasich                                           | 60 503                                                | 28,36%                                                | 0                                                     | 0                                                     | 0                                                     |
| Ted Cruz                                              | 24 978                                                | 11,71%                                                | 0                                                     | 0                                                     | 0                                                     |
| Non affiliati                                         | 2 676                                                 | 1,25%                                                 | 0                                                     | 0                                                     | 0                                                     |
| Ben Carson                                            | 1 731                                                 | 0,81%                                                 | 0                                                     | 0                                                     | 0                                                     |
| Non assegnati o svincolati                            | Non assegnati o svincolati                            | Non assegnati o svincolati                            | 0                                                     | 0                                                     | 0                                                     |
| Totale                                                | 213 372                                               | 100,00%                                               | 28                                                    | 0                                                     | 28                                                    |

### Primarie del Delaware
Trump
| Primarie repubblicane del Delaware, 26 aprile 2016 | Primarie repubblicane del Delaware, 26 aprile 2016 | Primarie repubblicane del Delaware, 26 aprile 2016 | Primarie repubblicane del Delaware, 26 aprile 2016 | Primarie repubblicane del Delaware, 26 aprile 2016 | Primarie repubblicane del Delaware, 26 aprile 2016 |
| Candidato                                          | Preferenze                                         | Preferenze                                         | Delegati nazionali                                 | Delegati nazionali                                 | Delegati nazionali                                 |
| Candidato                                          | voti                                               | percentuale                                        | vincolati                                          | non vincolati                                      | totali                                             |
| -------------------------------------------------- | -------------------------------------------------- | -------------------------------------------------- | -------------------------------------------------- | -------------------------------------------------- | -------------------------------------------------- |
| Donald Trump                                       | 42 472                                             | 60,77%                                             | 16                                                 | 0                                                  | 16                                                 |
| John Kasich                                        | 14 225                                             | 20,35%                                             | 0                                                  | 0                                                  | 0                                                  |
| Ted Cruz                                           | 11 110                                             | 15,90%                                             | 0                                                  | 0                                                  | 0                                                  |
| Ben Carson                                         | 885                                                | 1,27%                                              | 0                                                  | 0                                                  | 0                                                  |
| Marco Rubio                                        | 622                                                | 0,89%                                              | 0                                                  | 0                                                  | 0                                                  |
| Jeb Bush                                           | 578                                                | 0,83%                                              | 0                                                  | 0                                                  | 0                                                  |
| Non assegnati o svincolati                         | Non assegnati o svincolati                         | Non assegnati o svincolati                         | 0                                                  | 0                                                  | 0                                                  |
| Totale                                             | 69 892                                             | 100,00%                                            | 16                                                 | 0                                                  | 16                                                 |

### Primarie del Maryland
Trump
| Primarie repubblicane del Maryland, 26 aprile 2016 | Primarie repubblicane del Maryland, 26 aprile 2016 | Primarie repubblicane del Maryland, 26 aprile 2016 | Primarie repubblicane del Maryland, 26 aprile 2016 | Primarie repubblicane del Maryland, 26 aprile 2016 | Primarie repubblicane del Maryland, 26 aprile 2016 |
| Candidato                                          | Preferenze                                         | Preferenze                                         | Delegati nazionali                                 | Delegati nazionali                                 | Delegati nazionali                                 |
| Candidato                                          | voti                                               | percentuale                                        | vincolati                                          | non vincolati                                      | totali                                             |
| -------------------------------------------------- | -------------------------------------------------- | -------------------------------------------------- | -------------------------------------------------- | -------------------------------------------------- | -------------------------------------------------- |
| Donald Trump                                       | 248 343                                            | 54,10%                                             | 38                                                 | 0                                                  | 38                                                 |
| John Kasich                                        | 106 614                                            | 23,22%                                             | 0                                                  | 0                                                  | 0                                                  |
| Ted Cruz                                           | 87 093                                             | 18,97%                                             | 0                                                  | 0                                                  | 0                                                  |
| Ben Carson                                         | 5 946                                              | 1,30%                                              | 0                                                  | 0                                                  | 0                                                  |
| Marco Rubio                                        | 3 201                                              | 0,70%                                              | 0                                                  | 0                                                  | 0                                                  |
| Jeb Bush                                           | 2 770                                              | 0,60%                                              | 0                                                  | 0                                                  | 0                                                  |
| Rand Paul                                          | 1 533                                              | 0,33%                                              | 0                                                  | 0                                                  | 0                                                  |
| Chris Christie                                     | 1 239                                              | 0,27%                                              | 0                                                  | 0                                                  | 0                                                  |
| Carly Fiorina                                      | 1 012                                              | 0,22%                                              | 0                                                  | 0                                                  | 0                                                  |
| Mike Huckabee                                      | 837                                                | 0,18%                                              | 0                                                  | 0                                                  | 0                                                  |
| Rick Santorum                                      | 478                                                | 0,10%                                              | 0                                                  | 0                                                  | 0                                                  |
| Non assegnati o svincolati                         | Non assegnati o svincolati                         | Non assegnati o svincolati                         | 0                                                  | 0                                                  | 0                                                  |
| Totale                                             | 459 066                                            | 100,00%                                            | 38                                                 | 0                                                  | 38                                                 |

### Primarie della Pennsylvania
La maggior parte dei delegati eletti in Pennsylvania sono non vincolati. Anche se sono scelti direttamente dagli elettori e alcuni di loro avevano anche reso pubbliche le proprie preferenze sui candidati presidenziali, rimangono senza vincoli in vista della convention nazionale, in cui sono liberi di scegliere chi votare e possono quindi cambiare preferenza rispetto a quanto eventualmente annunciato in precedenza. La maggior parte di loro prima dello svolgimento delle primarie aveva espresso direttamente o indirettamente, promettendosi a chiunque avesse vinto le primarie, una preferenza per Donald Trump.
     Trump
| Primarie repubblicane della Pennsylvania, 26 aprile 2016 | Primarie repubblicane della Pennsylvania, 26 aprile 2016 | Primarie repubblicane della Pennsylvania, 26 aprile 2016 | Primarie repubblicane della Pennsylvania, 26 aprile 2016 | Primarie repubblicane della Pennsylvania, 26 aprile 2016 | Primarie repubblicane della Pennsylvania, 26 aprile 2016 |
| Candidato                                                | Preferenze                                               | Preferenze                                               | Delegati nazionali                                       | Delegati nazionali                                       | Delegati nazionali                                       |
| Candidato                                                | voti                                                     | percentuale                                              | vincolati                                                | non vincolati                                            | totali                                                   |
| -------------------------------------------------------- | -------------------------------------------------------- | -------------------------------------------------------- | -------------------------------------------------------- | -------------------------------------------------------- | -------------------------------------------------------- |
| Donald Trump                                             | 902 593                                                  | 56,61%                                                   | 17                                                       | 42                                                       | 59                                                       |
| Ted Cruz                                                 | 345 506                                                  | 21,67%                                                   | 0                                                        | 4                                                        | 4                                                        |
| John Kasich                                              | 310 003                                                  | 19,44%                                                   | 0                                                        | 3                                                        | 3                                                        |
| Ben Carson                                               | 14 842                                                   | 0,93%                                                    | 0                                                        | 0                                                        | 0                                                        |
| Marco Rubio                                              | 11 954                                                   | 0,75%                                                    | 0                                                        | 0                                                        | 0                                                        |
| Jeb Bush                                                 | 9 577                                                    | 0,60%                                                    | 0                                                        | 0                                                        | 0                                                        |
| Non assegnati o svincolati                               | Non assegnati o svincolati                               | Non assegnati o svincolati                               | 0                                                        | 5                                                        | 5                                                        |
| Totale                                                   | 1 594 475                                                | 100,00%                                                  | 17                                                       | 54                                                       | 71                                                       |

### Primarie del Rhode Island
Trump
| Primarie repubblicane del Rhode Island, 26 aprile 2016 | Primarie repubblicane del Rhode Island, 26 aprile 2016 | Primarie repubblicane del Rhode Island, 26 aprile 2016 | Primarie repubblicane del Rhode Island, 26 aprile 2016 | Primarie repubblicane del Rhode Island, 26 aprile 2016 | Primarie repubblicane del Rhode Island, 26 aprile 2016 |
| Candidato                                              | Preferenze                                             | Preferenze                                             | Delegati nazionali                                     | Delegati nazionali                                     | Delegati nazionali                                     |
| Candidato                                              | voti                                                   | percentuale                                            | vincolati                                              | non vincolati                                          | totali                                                 |
| ------------------------------------------------------ | ------------------------------------------------------ | ------------------------------------------------------ | ------------------------------------------------------ | ------------------------------------------------------ | ------------------------------------------------------ |
| Donald Trump                                           | 39 221                                                 | 62,92%                                                 | 12                                                     | 0                                                      | 12                                                     |
| John Kasich                                            | 14 963                                                 | 24,01%                                                 | 5                                                      | 0                                                      | 5                                                      |
| Ted Cruz                                               | 6 416                                                  | 10,29%                                                 | 2                                                      | 0                                                      | 2                                                      |
| Non affiliati                                          | 417                                                    | 0,67%                                                  | 0                                                      | 0                                                      | 0                                                      |
| Marco Rubio                                            | 382                                                    | 0,61%                                                  | 0                                                      | 0                                                      | 0                                                      |
| Non assegnati o svincolati                             | Non assegnati o svincolati                             | Non assegnati o svincolati                             | 0                                                      | 0                                                      | 0                                                      |
| Totale                                                 | 62 331                                                 | 100,00%                                                | 19                                                     | 0                                                      | 19                                                     |

## Elezioni di maggio

### Primarie dell'Indiana
Trump
     Cruz
| Primarie repubblicane dell'Indiana, 3 maggio 2016 | Primarie repubblicane dell'Indiana, 3 maggio 2016 | Primarie repubblicane dell'Indiana, 3 maggio 2016 | Primarie repubblicane dell'Indiana, 3 maggio 2016 | Primarie repubblicane dell'Indiana, 3 maggio 2016 | Primarie repubblicane dell'Indiana, 3 maggio 2016 |
| Candidato                                         | Preferenze                                        | Preferenze                                        | Delegati nazionali                                | Delegati nazionali                                | Delegati nazionali                                |
| Candidato                                         | voti                                              | percentuale                                       | vincolati                                         | non vincolati                                     | totali                                            |
| ------------------------------------------------- | ------------------------------------------------- | ------------------------------------------------- | ------------------------------------------------- | ------------------------------------------------- | ------------------------------------------------- |
| Donald Trump                                      | 590 464                                           | 53,25%                                            | 57                                                | 0                                                 | 57                                                |
| Ted Cruz                                          | 406 285                                           | 36,64%                                            | 0                                                 | 0                                                 | 0                                                 |
| John Kasich                                       | 83 910                                            | 7,57%                                             | 0                                                 | 0                                                 | 0                                                 |
| Ben Carson                                        | 8 905                                             | 0,80%                                             | 0                                                 | 0                                                 | 0                                                 |
| Jeb Bush                                          | 6 498                                             | 0,59%                                             | 0                                                 | 0                                                 | 0                                                 |
| Marco Rubio                                       | 5 173                                             | 0,47%                                             | 0                                                 | 0                                                 | 0                                                 |
| Rand Paul                                         | 4 302                                             | 0,39%                                             | 0                                                 | 0                                                 | 0                                                 |
| Chris Christie                                    | 1 738                                             | 0,16%                                             | 0                                                 | 0                                                 | 0                                                 |
| Carly Fiorina                                     | 1 493                                             | 0,13%                                             | 0                                                 | 0                                                 | 0                                                 |
| Non assegnati o svincolati                        | Non assegnati o svincolati                        | Non assegnati o svincolati                        | 0                                                 | 0                                                 | 0                                                 |
| Totale                                            | 1 108 768                                         | 100,00%                                           | 57                                                | 0                                                 | 57                                                |

### Primarie del Nebraska
Trump
| Primarie repubblicane del Nebraska, 10 maggio 2016 | Primarie repubblicane del Nebraska, 10 maggio 2016 | Primarie repubblicane del Nebraska, 10 maggio 2016 | Primarie repubblicane del Nebraska, 10 maggio 2016 | Primarie repubblicane del Nebraska, 10 maggio 2016 | Primarie repubblicane del Nebraska, 10 maggio 2016 |
| Candidato                                          | Preferenze                                         | Preferenze                                         | Delegati nazionali                                 | Delegati nazionali                                 | Delegati nazionali                                 |
| Candidato                                          | voti                                               | percentuale                                        | vincolati                                          | non vincolati                                      | totali                                             |
| -------------------------------------------------- | -------------------------------------------------- | -------------------------------------------------- | -------------------------------------------------- | -------------------------------------------------- | -------------------------------------------------- |
| Donald Trump                                       | 122 323                                            | 61,47%                                             | 36                                                 | 0                                                  | 36                                                 |
| Ted Cruz                                           | 36 703                                             | 18,45%                                             | 0                                                  | 0                                                  | 0                                                  |
| John Kasich                                        | 22 709                                             | 11,41%                                             | 0                                                  | 0                                                  | 0                                                  |
| Ben Carson                                         | 10 017                                             | 5,03%                                              | 0                                                  | 0                                                  | 0                                                  |
| Marco Rubio                                        | 7 233                                              | 3,63%                                              | 0                                                  | 0                                                  | 0                                                  |
| Non assegnati o svincolati                         | Non assegnati o svincolati                         | Non assegnati o svincolati                         | 0                                                  | 0                                                  | 0                                                  |
| Totale                                             | 198 985                                            | 100,00%                                            | 36                                                 | 0                                                  | 36                                                 |

### Primarie della Virginia Occidentale
Trump
| Primarie repubblicane della Virginia Occidentale, 10 maggio 2016 | Primarie repubblicane della Virginia Occidentale, 10 maggio 2016 | Primarie repubblicane della Virginia Occidentale, 10 maggio 2016 | Primarie repubblicane della Virginia Occidentale, 10 maggio 2016 | Primarie repubblicane della Virginia Occidentale, 10 maggio 2016 | Primarie repubblicane della Virginia Occidentale, 10 maggio 2016 |
| Candidato                                                        | Preferenze                                                       | Preferenze                                                       | Delegati nazionali                                               | Delegati nazionali                                               | Delegati nazionali                                               |
| Candidato                                                        | voti                                                             | percentuale                                                      | vincolati                                                        | non vincolati                                                    | totali                                                           |
| ---------------------------------------------------------------- | ---------------------------------------------------------------- | ---------------------------------------------------------------- | ---------------------------------------------------------------- | ---------------------------------------------------------------- | ---------------------------------------------------------------- |
| Donald Trump                                                     | 142 493                                                          | 77,35%                                                           | 32                                                               | 0                                                                | 32                                                               |
| Ted Cruz                                                         | 16 361                                                           | 8,88%                                                            | 0                                                                | 0                                                                | 0                                                                |
| John Kasich                                                      | 11 777                                                           | 6,39%                                                            | 1                                                                | 0                                                                | 1                                                                |
| Ben Carson                                                       | 4 000                                                            | 2,17%                                                            | 0                                                                | 0                                                                | 0                                                                |
| Marco Rubio                                                      | 2 562                                                            | 1,39%                                                            | 0                                                                | 0                                                                | 0                                                                |
| Jeb Bush                                                         | 2 087                                                            | 1,13%                                                            | 0                                                                | 0                                                                | 0                                                                |
| Rand Paul                                                        | 1 758                                                            | 0,95%                                                            | 0                                                                | 0                                                                | 0                                                                |
| Mike Huckabee                                                    | 1 730                                                            | 0,94%                                                            | 0                                                                | 0                                                                | 0                                                                |
| Chris Christie                                                   | 663                                                              | 0,36%                                                            | 0                                                                | 0                                                                | 0                                                                |
| Carly Fiorina                                                    | 600                                                              | 0,33%                                                            | 0                                                                | 0                                                                | 0                                                                |
| David Hall                                                       | 179                                                              | 0,10%                                                            | 0                                                                | 0                                                                | 0                                                                |
| Non assegnati o svincolati                                       | Non assegnati o svincolati                                       | Non assegnati o svincolati                                       | 1                                                                | 0                                                                | 1                                                                |
| Totale                                                           | 184 210                                                          | 100,00%                                                          | 34                                                               | 0                                                                | 34                                                               |

### Primarie dell'Oregon
Trump
| Primarie repubblicane dell'Oregon, 17 maggio 2016 | Primarie repubblicane dell'Oregon, 17 maggio 2016 | Primarie repubblicane dell'Oregon, 17 maggio 2016 | Primarie repubblicane dell'Oregon, 17 maggio 2016 | Primarie repubblicane dell'Oregon, 17 maggio 2016 | Primarie repubblicane dell'Oregon, 17 maggio 2016 |
| Candidato                                         | Preferenze                                        | Preferenze                                        | Delegati nazionali                                | Delegati nazionali                                | Delegati nazionali                                |
| Candidato                                         | voti                                              | percentuale                                       | vincolati                                         | non vincolati                                     | totali                                            |
| ------------------------------------------------- | ------------------------------------------------- | ------------------------------------------------- | ------------------------------------------------- | ------------------------------------------------- | ------------------------------------------------- |
| Donald Trump                                      | 244 693                                           | 64,03%                                            | 18                                                | 0                                                 | 18                                                |
| Ted Cruz                                          | 63 729                                            | 16,68%                                            | 5                                                 | 0                                                 | 5                                                 |
| John Kasich                                       | 60 917                                            | 15,99%                                            | 5                                                 | 0                                                 | 5                                                 |
| Candidati write-in                                | 12 838                                            | 3,36%                                             | 0                                                 | 0                                                 | 0                                                 |
| Non assegnati o svincolati                        | Non assegnati o svincolati                        | Non assegnati o svincolati                        | 0                                                 | 0                                                 | 0                                                 |
| Totale                                            | 382 177                                           | 100,00%                                           | 28                                                | 0                                                 | 28                                                |

### Primarie dello Stato di Washington
Trump
| Primarie repubblicane dello Stato di Washington, 24 maggio 2016 | Primarie repubblicane dello Stato di Washington, 24 maggio 2016 | Primarie repubblicane dello Stato di Washington, 24 maggio 2016 | Primarie repubblicane dello Stato di Washington, 24 maggio 2016 | Primarie repubblicane dello Stato di Washington, 24 maggio 2016 | Primarie repubblicane dello Stato di Washington, 24 maggio 2016 |
| Candidato                                                       | Preferenze                                                      | Preferenze                                                      | Delegati nazionali                                              | Delegati nazionali                                              | Delegati nazionali                                              |
| Candidato                                                       | voti                                                            | percentuale                                                     | vincolati                                                       | non vincolati                                                   | totali                                                          |
| --------------------------------------------------------------- | --------------------------------------------------------------- | --------------------------------------------------------------- | --------------------------------------------------------------- | --------------------------------------------------------------- | --------------------------------------------------------------- |
| Donald Trump                                                    | 403 007                                                         | 75,82%                                                          | 41                                                              | 0                                                               | 41                                                              |
| Ted Cruz                                                        | 55 724                                                          | 10,48%                                                          | 0                                                               | 0                                                               | 0                                                               |
| John Kasich                                                     | 52 126                                                          | 9,81%                                                           | 0                                                               | 0                                                               | 0                                                               |
| Ben Carson                                                      | 20 651                                                          | 3,89%                                                           | 0                                                               | 0                                                               | 0                                                               |
| Non assegnati o svincolati                                      | Non assegnati o svincolati                                      | Non assegnati o svincolati                                      | 3                                                               | 0                                                               | 3                                                               |
| Totale                                                          | 531 508                                                         | 100,00%                                                         | 44                                                              | 0                                                               | 44                                                              |

## Ultime elezioni di giugno

### Primarie della California
Trump
| Primarie repubblicane della California, 7 giugno 2016 | Primarie repubblicane della California, 7 giugno 2016 | Primarie repubblicane della California, 7 giugno 2016 | Primarie repubblicane della California, 7 giugno 2016 | Primarie repubblicane della California, 7 giugno 2016 | Primarie repubblicane della California, 7 giugno 2016 |
| Candidato                                             | Preferenze                                            | Preferenze                                            | Delegati nazionali                                    | Delegati nazionali                                    | Delegati nazionali                                    |
| Candidato                                             | voti                                                  | percentuale                                           | vincolati                                             | non vincolati                                         | totali                                                |
| ----------------------------------------------------- | ----------------------------------------------------- | ----------------------------------------------------- | ----------------------------------------------------- | ----------------------------------------------------- | ----------------------------------------------------- |
| Donald Trump                                          | 1 180 285                                             | 75,27%                                                | 172                                                   | 0                                                     | 172                                                   |
| John Kasich                                           | 177 346                                               | 11,31%                                                | 0                                                     | 0                                                     | 0                                                     |
| Ted Cruz                                              | 144 808                                               | 9,23%                                                 | 0                                                     | 0                                                     | 0                                                     |
| Ben Carson                                            | 54 369                                                | 3,47%                                                 | 0                                                     | 0                                                     | 0                                                     |
| Jim Gilmore                                           | 11 149                                                | 0,71%                                                 | 0                                                     | 0                                                     | 0                                                     |
| Non assegnati o svincolati                            | Non assegnati o svincolati                            | Non assegnati o svincolati                            | 0                                                     | 0                                                     | 0                                                     |
| Totale                                                | 1 567 957                                             | 100,00%                                               | 172                                                   | 0                                                     | 172                                                   |

### Primarie del Dakota del Sud
Trump
| Primarie repubblicane del Dakota del Sud, 7 giugno 2016 | Primarie repubblicane del Dakota del Sud, 7 giugno 2016 | Primarie repubblicane del Dakota del Sud, 7 giugno 2016 | Primarie repubblicane del Dakota del Sud, 7 giugno 2016 | Primarie repubblicane del Dakota del Sud, 7 giugno 2016 | Primarie repubblicane del Dakota del Sud, 7 giugno 2016 |
| Candidato                                               | Preferenze                                              | Preferenze                                              | Delegati nazionali                                      | Delegati nazionali                                      | Delegati nazionali                                      |
| Candidato                                               | voti                                                    | percentuale                                             | vincolati                                               | non vincolati                                           | totali                                                  |
| ------------------------------------------------------- | ------------------------------------------------------- | ------------------------------------------------------- | ------------------------------------------------------- | ------------------------------------------------------- | ------------------------------------------------------- |
| Donald Trump                                            | 44 862                                                  | 67,09%                                                  | 29                                                      | 0                                                       | 29                                                      |
| Ted Cruz                                                | 11 350                                                  | 16,97%                                                  | 0                                                       | 0                                                       | 0                                                       |
| John Kasich                                             | 10 659                                                  | 15,94%                                                  | 0                                                       | 0                                                       | 0                                                       |
| Non assegnati o svincolati                              | Non assegnati o svincolati                              | Non assegnati o svincolati                              | 0                                                       | 0                                                       | 0                                                       |
| Totale                                                  | 66 871                                                  | 100,00%                                                 | 29                                                      | 0                                                       | 29                                                      |

### Primarie del Montana
Trump
| Primarie repubblicane del Montana, 7 giugno 2016 | Primarie repubblicane del Montana, 7 giugno 2016 | Primarie repubblicane del Montana, 7 giugno 2016 | Primarie repubblicane del Montana, 7 giugno 2016 | Primarie repubblicane del Montana, 7 giugno 2016 | Primarie repubblicane del Montana, 7 giugno 2016 |
| Candidato                                        | Preferenze                                       | Preferenze                                       | Delegati nazionali                               | Delegati nazionali                               | Delegati nazionali                               |
| Candidato                                        | voti                                             | percentuale                                      | vincolati                                        | non vincolati                                    | totali                                           |
| ------------------------------------------------ | ------------------------------------------------ | ------------------------------------------------ | ------------------------------------------------ | ------------------------------------------------ | ------------------------------------------------ |
| Donald Trump                                     | 114 110                                          | 73,68%                                           | 27                                               | 0                                                | 27                                               |
| Ted Cruz                                         | 14 476                                           | 9,35%                                            | 0                                                | 0                                                | 0                                                |
| John Kasich                                      | 10 623                                           | 6,86%                                            | 0                                                | 0                                                | 0                                                |
| Nessuna preferenza                               | 7 291                                            | 4,71%                                            | 0                                                | 0                                                | 0                                                |
| Marco Rubio                                      | 5 113                                            | 3,30%                                            | 0                                                | 0                                                | 0                                                |
| Jeb Bush                                         | 3 248                                            | 2,10%                                            | 0                                                | 0                                                | 0                                                |
| Non assegnati o svincolati                       | Non assegnati o svincolati                       | Non assegnati o svincolati                       | 0                                                | 0                                                | 0                                                |
| Totale                                           | 154 861                                          | 100,00%                                          | 27                                               | 0                                                | 27                                               |

### Primarie del New Jersey
Trump
| Primarie repubblicane del New Jersey, 7 giugno 2016 | Primarie repubblicane del New Jersey, 7 giugno 2016 | Primarie repubblicane del New Jersey, 7 giugno 2016 | Primarie repubblicane del New Jersey, 7 giugno 2016 | Primarie repubblicane del New Jersey, 7 giugno 2016 | Primarie repubblicane del New Jersey, 7 giugno 2016 |
| Candidato                                           | Preferenze                                          | Preferenze                                          | Delegati nazionali                                  | Delegati nazionali                                  | Delegati nazionali                                  |
| Candidato                                           | voti                                                | percentuale                                         | vincolati                                           | non vincolati                                       | totali                                              |
| --------------------------------------------------- | --------------------------------------------------- | --------------------------------------------------- | --------------------------------------------------- | --------------------------------------------------- | --------------------------------------------------- |
| Donald Trump                                        | 356 697                                             | 80,39%                                              | 51                                                  | 0                                                   | 51                                                  |
| John Kasich                                         | 59 506                                              | 13,40%                                              | 0                                                   | 0                                                   | 0                                                   |
| Ted Cruz                                            | 27 521                                              | 6,21%                                               | 0                                                   | 0                                                   | 0                                                   |
| Non assegnati o svincolati                          | Non assegnati o svincolati                          | Non assegnati o svincolati                          | 0                                                   | 0                                                   | 0                                                   |
| Totale                                              | 443 724                                             | 100,00%                                             | 51                                                  | 0                                                   | 51                                                  |

- Dati riferiti al 99,4% degli scrutini (37 sezioni su 6 366 mancanti)

### Primarie del Nuovo Messico
Trump
| Primarie repubblicane del Nuovo Messico, 7 giugno 2016 | Primarie repubblicane del Nuovo Messico, 7 giugno 2016 | Primarie repubblicane del Nuovo Messico, 7 giugno 2016 | Primarie repubblicane del Nuovo Messico, 7 giugno 2016 | Primarie repubblicane del Nuovo Messico, 7 giugno 2016 | Primarie repubblicane del Nuovo Messico, 7 giugno 2016 |
| Candidato                                              | Preferenze                                             | Preferenze                                             | Delegati nazionali                                     | Delegati nazionali                                     | Delegati nazionali                                     |
| Candidato                                              | voti                                                   | percentuale                                            | vincolati                                              | non vincolati                                          | totali                                                 |
| ------------------------------------------------------ | ------------------------------------------------------ | ------------------------------------------------------ | ------------------------------------------------------ | ------------------------------------------------------ | ------------------------------------------------------ |
| Donald Trump                                           | 73 630                                                 | 70,68%                                                 | 24                                                     | 0                                                      | 24                                                     |
| Ted Cruz                                               | 13 840                                                 | 13,29%                                                 | 0                                                      | 0                                                      | 0                                                      |
| John Kasich                                            | 7 890                                                  | 7,57%                                                  | 0                                                      | 0                                                      | 0                                                      |
| Ben Carson                                             | 3 809                                                  | 3,66%                                                  | 0                                                      | 0                                                      | 0                                                      |
| Jeb Bush                                               | 3 502                                                  | 3,36%                                                  | 0                                                      | 0                                                      | 0                                                      |
| Carly Fiorina                                          | 1 506                                                  | 1,45%                                                  | 0                                                      | 0                                                      | 0                                                      |
| Non assegnati o svincolati                             | Non assegnati o svincolati                             | Non assegnati o svincolati                             | 0                                                      | 0                                                      | 0                                                      |
| Totale                                                 | 104 177                                                | 100,00%                                                | 24                                                     | 0                                                      | 24                                                     |